# Roger Federer
Roger Federer (Basileia, 8 de agosto de 1981) é um ex-tenista suíço que já foi recordista de títulos de Grand Slam com vinte conquistas. Dentre seus 103 torneios ATP possui: 6 ATP Finals, 28 ATP Masters 1000, 24 ATP 500 e 25 ATP 250. É o segundo jogador que também já ficou por mais tempo como número um mundial, tendo um total de 310 semanas compreendidas entre 2004 e 2018. Entre 2004 e 2008, passou 237 semanas consecutivas como número um mundial. Venceu seu primeiro ATP oficial em 2001. O último foi em 2019, o que lhe dá o recorde de maior distância entre esses dois títulos (dezoito anos). Tal longevidade o permitiu ultrapassar, assim como Jimmy Connors, os números de cem títulos e 1 200 vitórias na carreira.
É o atleta mais vezes premiado na história do Prêmio Laureus do Esporte Mundial. Fala fluentemente suíço-alemão, alemão, inglês e francês, realizando conferências de imprensa nas quatro línguas. É reconhecido por suas iniciativas filantrópicas, sendo a principal delas a criação de uma fundação desse tipo batizada com seu nome. Em setembro de 2011, em uma pesquisa realizada na África do Sul, Roger Federer foi eleito uma das pessoas mais confiáveis e respeitadas do mundo, ao lado de Nelson Mandela. É marido de Miroslava Vavrinec, com quem teve quatro filhos: Charlene, Myla, Lenny e Leo. Iniciou sua carreira profissional em 1998 e ganhou seu primeiro Major em Wimbledon 2003, após vencer Mark Philippoussis na final. Tornou-se número um mundial pela primeira vez após vencer Juan Carlos Ferrero na semifinal do Australian Open em 2004.
Como Rod Laver, Novak Djokovic, Rafael Nadal e Andre Agassi, adquiriu todos os Grand Slams após vencer Roland Garros em 2009, venceu três vezes (2004, 2006 e 2007) três dos quatro torneios do Grand Slam na mesma temporada. É o único tenista na história a ter vencido pelo menos dois Grand Slams por quatro temporadas consecutivas entre 2004 e 2007. Durante esse mesmo período, conquistou onze Grand Slams de dezesseis disputados.
É considerado por diversos tenistas, analistas esportivos e críticos do tênis como um dos melhores tenistas de todos os tempos. Sua popularidade no mundo do esporte é tão grande, que ele é julgado por alguns como uma lenda viva no seu próprio tempo.

## Vida pessoal

### Juventude

Assinatura de Federer

Começou a jogar tênis aos oito anos. Seu pai, Robert, é suíço, e sua mãe, Lynette, é sul-africana. Conheceram-se em uma viagem de negócios, já que ambos trabalhavam em uma companhia farmacêutica. Tem uma irmã mais velha chamada Diana, que é mãe de um casal de gêmeos.
Como todos os cidadãos suíços do sexo masculino, entrou no serviço militar obrigatório das Forças Armadas. No entanto, em 2003, foi apontado como inadequado e, posteriormente, não foi obrigado a cumprir conscrição. Em vez disso, serviu na força de proteção civil onde teve de pagar 3% do seu rendimento tributável como alternativa.
Afirma-se que ele possui uma facilidade de coordenação "olho mão", atribuída pelo mesmo à ampla gama de esportes que jogou quando criança, nos quais se incluem badminton e basquete. Cresceu torcendo pelo FC Basel e pela seleção suíça de futebol.

### Família
É casado com a ex-tenista profissional Miroslava Vavrinec, mais conhecida como Mirka, que chegou a ser a nº 76 do ranking da WTA. Conheceram-se durante os Jogos Olímpicos de Verão de 2000. A suíça encerrou sua carreira devido a uma contusão no tendão de Aquiles, levando-a a ser acompanhada do marido, responsabilizando-se pelo seu contato com a imprensa. É vista frequentemente nos jogos dele. Nasceu na Eslováquia, mas migrou para a Suíça aos dois anos. Mirka e Roger casaram-se em Basel no dia 11 de abril de 2009, depois de cerca de oito anos de noivado e um mês após anunciarem que ela estava grávida. Em 24 de julho, Mirka deu à luz as gêmeas Charlene Riva e Myla Rose. Tiveram mais dois filhos gêmeos, Lenny e Leo, nascidos no dia 6 de maio de 2014.

### Fundação
Reconhecido fora das quadras como uma "excelente pessoa" e extremamente respeitado pelos adversários, possui uma organização, a Fundação Roger Federer, onde realiza suas atividades em seis países africanos, sendo um deles a África do Sul, terra natal de sua mãe.
Criou a instituição, em 2003, com o objetivo declarado de ajudar crianças carentes e promover o seu acesso à educação e ao esporte. Desde então, de acordo com o seu site e a imprensa, mais de um milhão delas já foram ajudadas. Em 24 de novembro de 2017, recebeu um doutorado honorário que lhe foi concedido por sua alma mater, a Universidade de Basileia. Recebeu tal reconhecimento devido ao seu papel no aumento da reputação internacional da Basileia e da Suíça, e também em seu envolvimento com crianças na África através de sua fundação de caridade.

## Carreira

### Início como juvenil
Diferentemente de outros tenistas, o suíço foi objeto de poucas manchetes em seus primeiros anos. De acordo com o livro Das Tennis-Genie: die Roger-Federer-Story, seu maior destaque foi uma contínua evolução. Teve um grande sucesso quando adolescente e depois numa fase mais tardia. Ao contrário de Andre Agassi, Martina Hingis e Steffi Graf; não possuiu uma fase juvenil muito documentada. Foi número um juvenil e conquistou o torneio de Wimbledon em 1998 tanto em singulares como em pares. Porém, jogadores como: Andy Roddick, que venceu como juvenil os Opens (Abertos) da Austrália e dos EUA em 2000, convertendo-se em número um mundial com 21 anos de idade, David Nalbandian que havia vencido Federer na final do US Open juvenil em 1998, Lleyton Hewitt e Marat Safin que conseguiram se tornar número um do mundo no circuito profissional aos vinte anos eram todos mais cotados como o futuro do tênis quando comparados ao suíço.

### Entrada no circuito profissional
Iniciou sua carreira no circuito profissional em 1998 e chegou a sua primeira final ATP em 2000 na França, perdendo para seu compatriota Marc Rosset, campeão olímpico de 1992, em três sets. Obteve algumas vitórias no decorrer do tempo: venceu Pete Sampras na grama em Wimbledon 2001 e Gustavo Kuerten no saibro em Hamburgo 2002. Após vitória sobre Guga, chegou à final e venceu seu primeiro ATP 1000, ao derrotar Marat Safin em Hamburgo. Considera tal vitória como uma das mais especiais na sua carreira, pois foi seu primeiro campeonato profissional vencido e foi quando entrou no top dez mundial pela primeira vez. Seu primeiro título aconteceu quando tinha dezenove anos, em 2001, na Itália. Em 2002, venceria o seu segundo em Sydney. Conseguiu participar da final da competição de Miami contra Agassi, onde perdeu pelo placar de 3-6, 3-6, 6-3 e 4-6. Com essa combinação de resultados, conseguiu se classificar pela primeira vez para jogar o Masters Cup, que reúne os oito melhores jogadores da temporada no fim do ano. Conseguiu fechar 2002 na sexta posição do ranking mundial.

### 2003: Wimbledon e Masters Cup
Sua carreira ganhou mais atenção quando conquistou o seu primeiro Grand Slam em Wimbledon. Após uma série de três derrotas: final do ATP de Roma, para Mark Philippoussis em Hamburgo e na primeira rodada de Roland Garros; venceu, pela primeira vez, um torneio de grama em Halle contra Nicolas Kiefer por 6-1 e 6-3 em pouco mais de uma hora de jogo. Na final, encontraria Mark Philippoussis, que o havia derrotado poucos meses antes. Apesar disso, conseguiu chegar ao match point e, ao vencer a partida, ajoelhou-se no gramado e comemorou, no que o mesmo descreveu como um momento de puro alívio e alegria. No mesmo ano venceria Andre Agassi por 6-3, 6-0 e 6-4, tornando-se o campeão da Masters Cup, em Houston, pela primeira vez. O título contribuiria para que terminasse a temporada como número dois do ranking mundial ultrapassando Juan Carlos Ferrero. Jogou um total de nove finais, saindo vitorioso em sete, sendo o primeiro ano em que jogou e venceu mais de cinco finais.

### 2004: Alcança a liderança do ranking ATP
Em 2 de fevereiro de 2004, alcançou o topo do ranking da Associação dos Tenistas Profissionais pela primeira vez, colocação que conservou por 237 semanas consecutivamente, um novo recorde mundial. Depois de perder a posição para Rafael Nadal, conseguiu recuperá-la em 6 de julho de 2009, após vencer Wimbledon e virar o maior campeão de Grand Slams. Ao todo, até perder sua posição de número um mundial, o suíço havia completado 285 semanas nela, a uma semana do recorde de Pete Sampras.
Conquistou os Opens da Austrália e dos EUA pela primeira vez e Wimbledon pela segunda. Terminou a temporada no topo do Ranking tendo adquirido onze títulos em onze finais disputadas, o que coloca 2004 como o único ano onde teve 100% de aproveitamento nas finais. Estatisticamente, este foi um de seus melhores anos de sempre.
Outras conquistas incluem: três Masters 1000, incluindo Indian Wells, Hamburgo e Canadá. Foi campeão no Tennis Masters Cup após vencer Lleyton Hewitt por 6-3 e 6-2 em uma partida que durou apenas uma hora e sete minutos. Venceu pela primeira vez uma competição em sua terra natal, o ATP de Gstaad, e também saiu vitorioso pela segunda vez no de Dubai, torneio no qual seria bem sucedido ao longo de sua carreira.

### 2005: Melhor porcentagem de vitórias da carreira
Acabaria por não conseguir chegar às finais dos dois primeiros Grand Slam, perdendo as semifinais dos Opens da Austrália e da França: o primeiro para Marat Safin depois de disputar pontos de partida, e o último para Rafael Nadal. No entanto, venceu tanto na grama do Torneio de Wimbledon sobre Andy Roddick quanto na quadra rápida do US Open sobre Andre Agassi.
Obteve quatro vitórias no ATP Masters Series 1000: Indian Wells, Miami e Cincinnati em quadra dura e Hamburg na terra batida. A vitória em Miami foi a primeira final disputada entre ele e Nadal. Após se recuperar de dois sets e uma quebra, o suíço conseguiu ganhar a final em cinco sets. Além disso, ganhou dois eventos da série ATP 500 em Roterdão e Dubai. Perdeu o campeonato de final de ano para David Nalbandian em cinco sets. Uma lesão no pé o deixou de fora por quase todo o resto do ano depois de setembro. Conservou sua posição como número um para a temporada inteira.
Ganhou onze títulos individuais, empatando com a temporada de 2004. As 81 vitórias que teve no período de um ano não aconteciam desde 1993 quando Pete Sampras venceu 85 partidas. E seu recorde de 81-4 continua sendo a terceira melhor porcentagem de vitórias na Era Aberta: 95,2%, atrás de John McEnroe em 1984 e Jimmy Connors em 1974.

### 2006: Ano mais bem sucedido da carreira

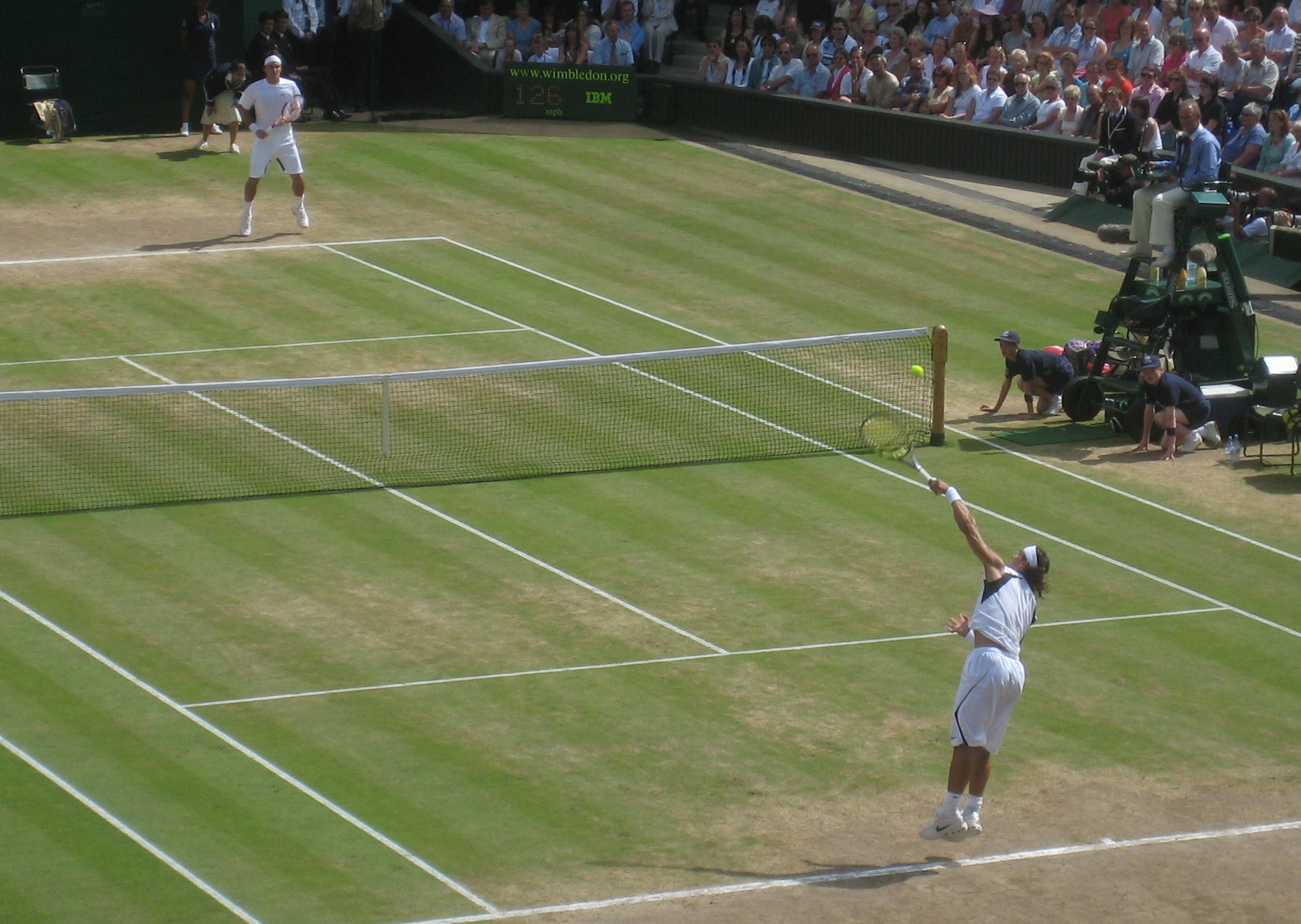
Federer e Nadal em Wimbledon 2006. Considerado um dos maiores clássicos do tênis

Esta temporada foi, estatisticamente, a melhor da sua carreira. Em novembro de 2011, Stephen Tignor, redator-chefe editorial do Tennis.com, classificou a mesma como a segunda melhor temporada de todos os tempos durante a Era Aberta, atrás apenas de Rod Laver em 1969 quando o mesmo completou o Grand Slam.
Ganhou doze títulos de simples (o maior número de aquisições desde Thomas Muster em 1995 e John McEnroe em 1984) e teve um recorde de 92-5 (o maior número de vitórias desde Ivan Lendl em 1982). Chegou à final em dezesseis dos dezessete torneios em que participou durante a temporada.

Ganhou três Grand Slams e chegou à final do outro, com a única derrota vindo contra Nadal em Roland Garros. Este foi o primeiro encontro entre estes dois em uma final do Grand Slam. Foi o primeiro homem a alcançar as quatro finais do Grand Slam desde Rod Laver em 1969. Derrotou Nadal na final de Wimbledon, Marcos Baghdatis no Australian Open e Roddick no dos EUA. Além disso, chegou a seis finais da ATP Masters Series 1000, vencendo quatro em superfícies duras e perdendo duas no saibro para Nadal. Apesar disto, conseguiu levar o espanhol ao limite durante toda a temporada de terra batida, jogando duas partidas de quatro sets em Monte Carlo e Paris, e uma de cinco em Roma, num dos jogos mais importantes desta rivalidade. 

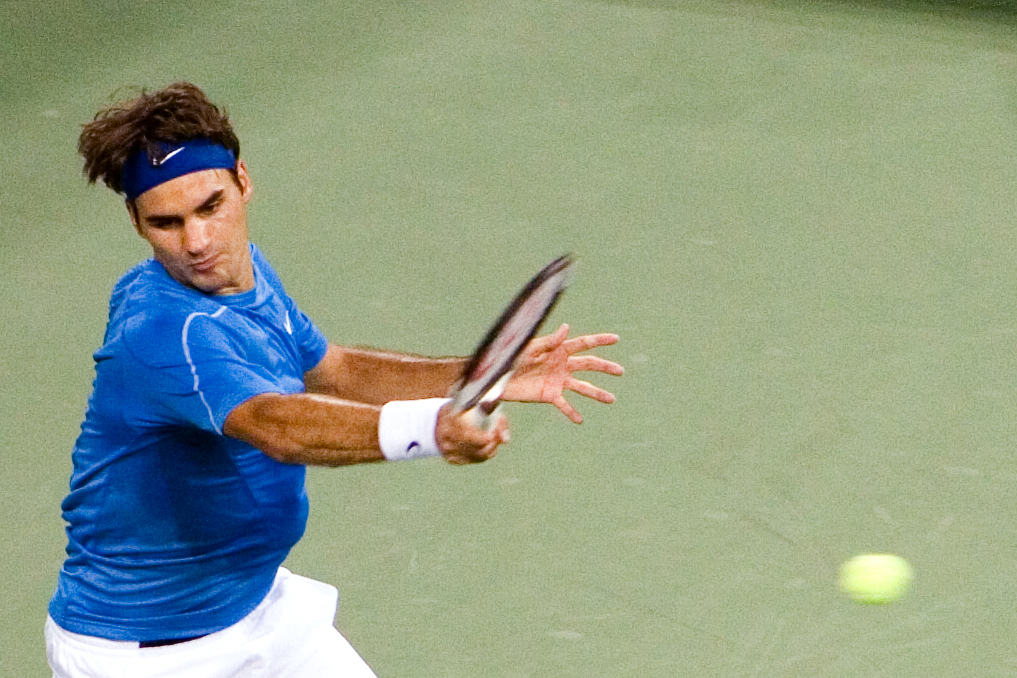
Atacando um forehand em 2006, quando se tornou o primeiro homem na história a conquistar o Wimbledon-US Open por três temporadas consecutivas

Venceu um evento da série ATP 500 em Tóquio e conquistou a competição de fim de ano pela terceira vez em sua carreira, novamente terminando a temporada como o número um do mundo. Apenas perdeu para dois jogadores em 2006: para Nadal quatro vezes em finais e para Andy Murray, de 19 anos, na segunda rodada do ATP de Cincinnati, em sua única derrota antes de chegar a uma final naquele ano. Terminou a temporada com 29 vitórias seguidas, além de vencer 48 de seus últimos 49 jogos depois de Roland Garros. Perto do fim da temporada, venceu o campeonato de sua cidade natal, o ATP da Basileia, pela primeira vez, depois de ter perdido na final do mesmo em 2000 e 2001 e de ter faltado em 2004 e 2005 devido a lesões.

### 2007:Grand Slams, ATP Finals e número 1

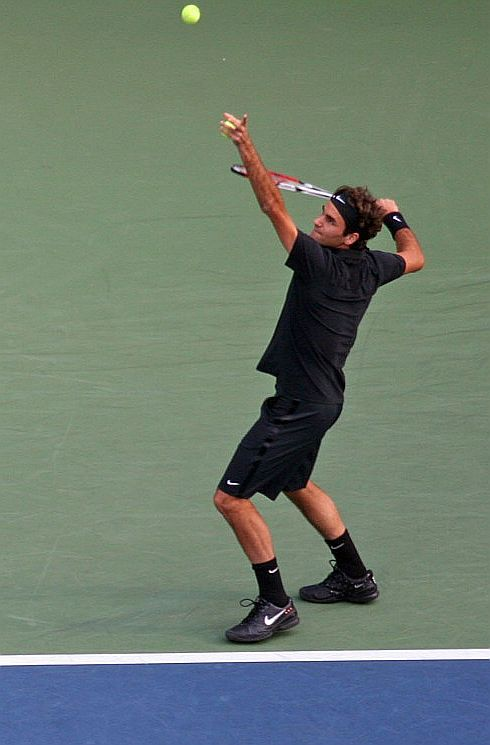
Em 2007, recebeu o apelido de "Darth Federer" por fãs e comentaristas

Alcançou as quatro finais de Grand Slam, vencendo três delas. Venceu o Australian Open sem perder qualquer set, derrotando Fernando González na final o que fez dele o primeiro homem no século XXI a realizar tal feito, já que a último a fazê-lo foi Björn Borg, no Roland Garros de 1980. Havia entrado com uma série de vitórias e depois de obter sua quinta vitória em Dubai, ele ficou com 41 partidas vencidas consecutivamente, a mais longa série de sua carreira e a apenas cinco do recorde mundial. Entrou em Indian Wells como o tricampeão defensor, mas sua sequência terminou em controvérsia. Foi derrotado por um argentino, Guillermo Cañas, que falhou em um teste de drogas por doping ilegal. Esta derrota na primeira rodada marcou a primeira em um período, iniciado em agosto de 2006, que durou mais de sete meses.
Durante a temporada de saibro, a sua vitória na final do ATP de Hamburgo foi onde quebrou a sequência de 81 vitórias de Nadal nesse tipo de superfície, um recorde da Era Aberta. Conseguiu virar o jogo de um set a zero, realizando um "bagel/pneu" (6-0) no último set. Em Roland Garros, alguns previram que o suíço poderia  se tornar o primeiro homem em quase quarenta anos a conquistar as quatro principais competições simultaneamente, já que havia derrotado o jovem rival Nadal no torneio anterior na terra batida pela primeira vez. No entanto, em uma repetição do ano anterior, jogou uma final de quatro sets contra Nadal errando dezesseis break-points e perdendo.
Em Wimbledon, entrou não apenas como campeão por quatro vezes consecutivas, mas também com uma sequência de 48 vitórias na grama. Derrotou Rafael Nadal pelo segundo ano consecutivo na final, desta vez em uma partida de cinco sets que muitos analistas consideram a maior final de Wimbledon desde 1980. Esta vitória em Wimbledon o fez igualar o recorde de Björn Borg de ter conquistado cinco campeonatos consecutivos no All England Club.
Chegou à final do Masters 1000 de Montreal onde encontraria um jovem sérvio chamado Novak Djokovic. Este acabaria por derrotar o então número um do mundo em três sets, vencendo dois tiebreaks e perdendo um set por 6-2. Federer conseguiu o seu quinto título do ano e o 50.º da carreira em Cincinnati. Entrou no US Open de 2007 como tricampeão e enfrentou Djokovic na final. A vitória em Nova York levou-o à frente de Laver e Borg para o terceiro lugar na lista dos maiores campeões de majors de todos os tempos. Durante toda a competição, a imprensa americana rotulou-o de "Darth Federer" por seu traje todo preto (que incluía shorts listrados de smoking) e era colocado The Imperial March de Star Wars quando ele era anunciado para entrar na quadra para cada uma de suas partidas. Encerrou o ano com vitórias no ATP da Basileia e no ATP Finals em Xangai.
Terminou a temporada como número um do mundo pelo quarto ano seguido. Durante esse tempo, ganhou onze títulos de Grand Slam. Depois de sua temporada com Grand Slam triplo, converteu-se no único jogador da história a vencer três Majors em um ano três vezes (2004, 2006, 2007). Foi a terceira temporada consecutiva que ficou em primeiro lugar durante todas as 52 semanas.

### 2008: Doença, Ouro Olímpico eUS Open

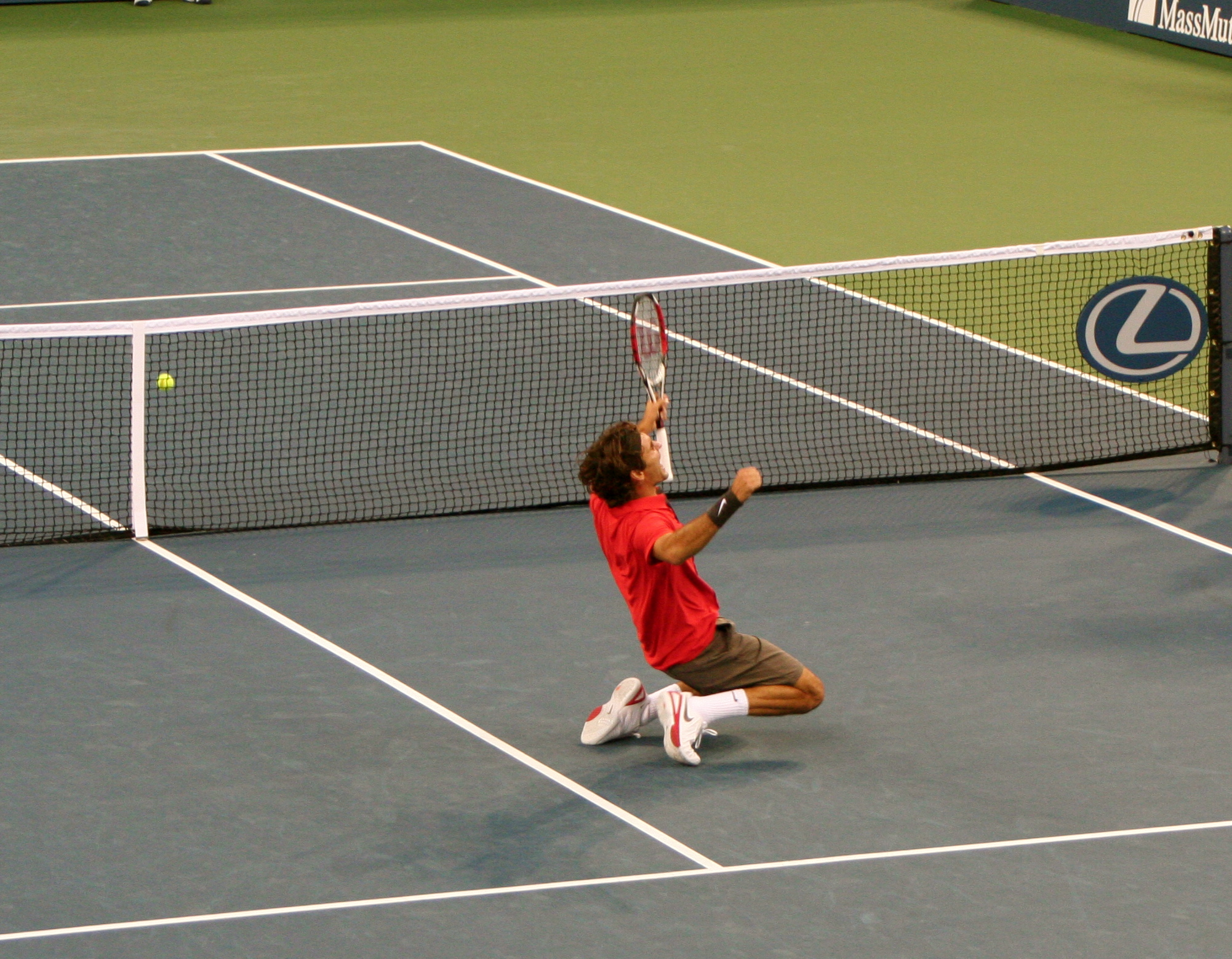
Torna-se campeão do US Open pela quinta vez consecutiva em 2008

Suportou, durante a primeira metade do ano, uma prolongada crise de mononucleose. No final do mesmo, sofreu uma lesão nas costas que provou ser recorrente ao longo de sua carreira.
Conquistou o único Grand Slam no US Open sobre Andy Murray. Foi derrotado por Nadal em duas finais do Grand Slam, Roland Garros e Wimbledon, quando ele estava indo para seis vitórias consecutivas para quebrar o recorde de Björn Borg. No Australian Open, perdeu nas semifinais para o eventual vencedor Djokovic, que terminou seu recorde de dez finais sucessivas. Perdeu duas vezes na final do Masters Series 1000 no saibro para Nadal, em Monte Carlo e Hamburgo. Adquiriu três títulos em eventos de nível 250 como no Estoril, Halle e Basel.
Nos Jogos Olímpicos, ele e Stan Wawrinka conquistaram a medalha de ouro em duplas, depois de derrotar o time americano dos irmãos Bryan nas semifinais e a dupla sueca de Simon Aspelin e Thomas Johansson na final. No entanto, só conseguiu chegar às quartas de final nos singulares, perdendo com o então número oito do mundo, James Blake. Com isso, perdeu sua classificação de número um para Nadal, depois de estar no topo por um recorde de 237 semanas seguidas, terminando a temporada como número dois mundial.

### 2009: Levanta o troféu de Roland Garros

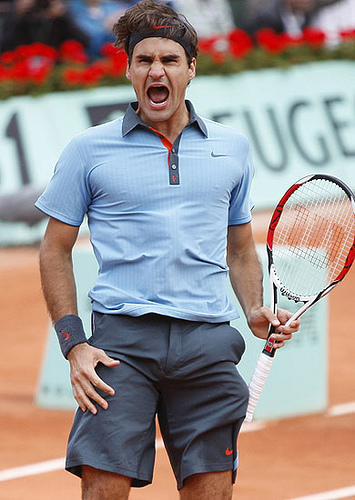
Venceu Roland Garros e completou a carreira do Grand Slam

A temporada começou a melhorar quando ele derrotou Nadal no saibro pela segunda vez na carreira ganhando o Masters 1000 de Madri. Com a vitória sobre Robin Söderling em Roland Garros, virou, juntamente com Andre Agassi, o único tenista a vencer os quatro Grand Slams em pisos diferentes (Rebound Ace na Austrália, terra batida na França, grama na Inglaterra e DecoTurf nos EUA), feito repetido por Rafael Nadal em 2010, ao conquistar o US Open e por Novak Djokovic em 2016, na final disputada contra Andy Murray em Roland Garros. Com tudo isso, aos 27 anos já era considerado pela maioria dos especialistas, jogadores e ex-jogadores do tênis como o melhor e maior jogador da história. Alguns anos depois, Rafael Nadal acabaria por reconhecer que havia ficado emocionado com a vitória de Federer em Roland Garros.
Em julho de 2009, após vencer Wimbledon, tornou-se o maior vencedor de Grand Slams de todos os tempos (para a época), com 15 troféus, superando Pete Sampras, e recuperou o primeiro lugar no ranking da ATP. Em janeiro de 2010, ampliou a vantagem, vencendo o Australian Open, noutro tipo de piso (Plexicushion), no que foi seu 16° título em competições do Grand Slam.
Com essa vitória, conseguiria pelo oitavo ano consecutivo a ganhar pelo menos um Grand Slam, feito igualado até então somente por Bjorn Borg (1974-1981) e Pete Sampras (1993-2000). Continuou sua temporada de verão ao obter seu terceiro título nas quadras rápidas de Cincinnati Masters, derrotando Novak Djokovic. Terminou a temporada como número um mundial pela quinta vez na carreira.

### 2010:Australian Opene perda da liderança do ranking

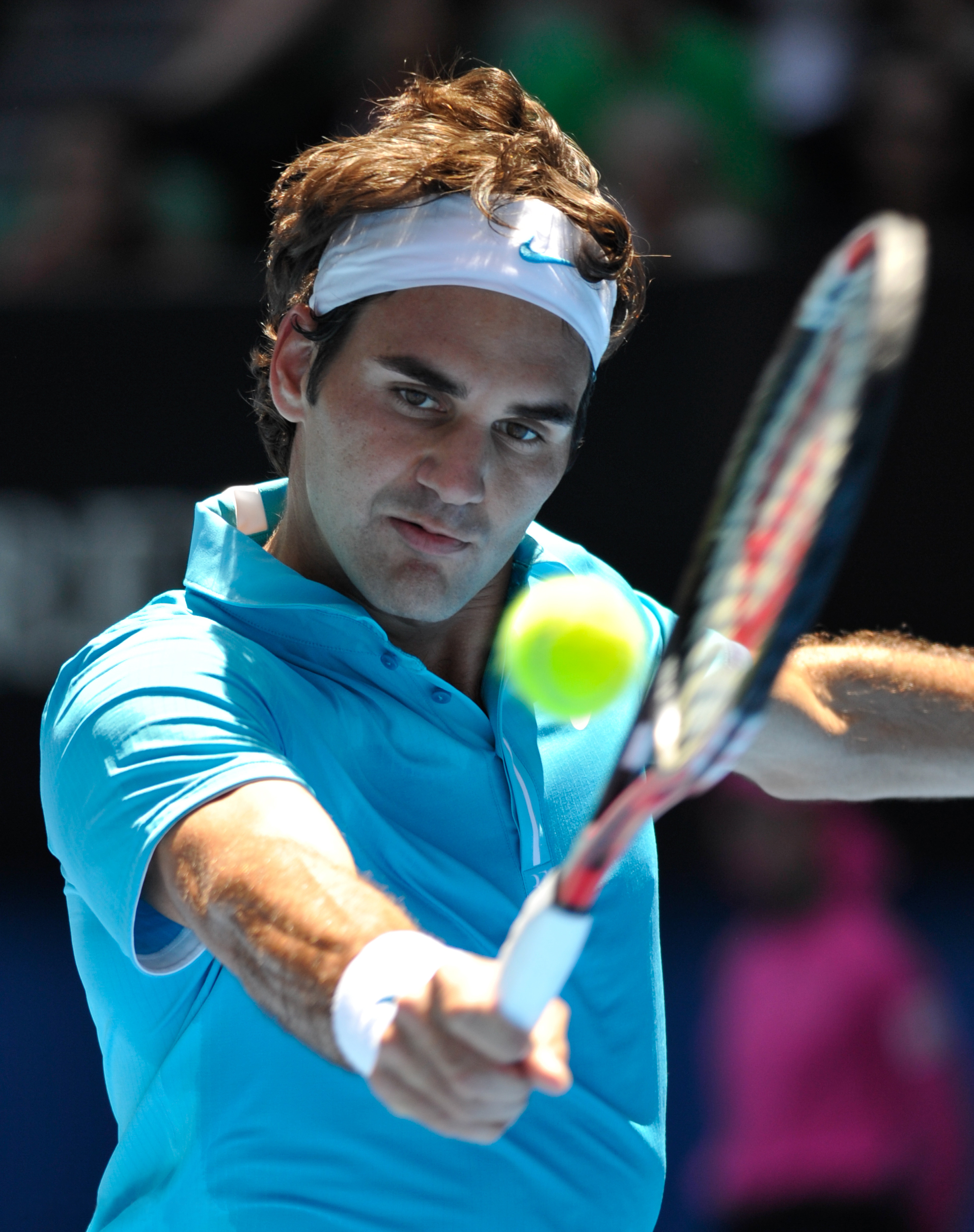
Ganhou o seu 16.º Grand Slam no Australian Open de 2010

Começou o ano com uma vitória no Australian Open, onde derrotou Andy Murray, estendendo-se o registro de Grand Slam em singulares para dezesseis títulos e igualando o recorde de Andre Agassi de quatro títulos no mesmo torneio. Desde Wimbledon 2005, fez dezoito de dezenove finais em campeonatos do Grand Slam.
Em Roland Garros, venceu sua 700.ª partida da turnê e a 150.ª partida no saibro. No entanto, não conseguiu chegar a uma semifinal do Grand Slam pela primeira vez desde o supracitado de 2004, perdendo para Söderling nas quartas de final e deixando sua primeira posição, estando a apenas uma semana de igualar Pete Sampras (registro de 286 semanas como número um mundial). No entanto, perdeu nas quartas de final em Wimbledon para Tomáš Berdych e caiu para o número três do ranking pela primeira vez em seis anos e oito meses.
Em meados de julho, contratou o antigo treinador de Pete Sampras, Paul Annacone. No US Open, chegou às semifinais, onde perdeu uma partida de cinco sets para Novak Djokovic depois de desperdiçar dois match points. Chegou a quatro finais do Masters 1000, prevalecendo no Cincinnati Masters contra Mardy Fish.
Terminou o ano vencendo os títulos indoor: ATP de Estocolmo, ATP da Basileia e o ATP Finals em Londres, o que lhe rendeu o título de número 66 da carreira. Venceu este último, em busca pelo seu quinto título, ao derrotar o rival Rafael Nadal. Venceu todos os competidores, exceto Nadal, em sets diretos. Este continua sendo o único torneio de sua carreira em que derrotou todos os outros três membros do Big Four. Desde Wimbledon, teve um recorde de 34 vitórias e quatro derrotas terminando a temporada entre os dois primeiros pela oitava vez consecutiva.

### 2011: Recorde no ATP Finals
Essa temporada é marcada por ser a primeira vez desde julho de 2003 em que ele não venceu nenhum dos quatro títulos principais. Nas semifinais do French Open, acabou com a série invicta de 43 vitórias consecutivas de Djokovic com uma vitória em quatro sets, mas em seguida, perdeu para Rafael Nadal. Em Wimbledon, avançou para a sua 29.ª quartas de final consecutiva de Grand Slam, perdendo para Jo-Wilfried Tsonga. Este jogo foi a primeira vez em sua carreira em que foi derrotado em um Grand Slam depois de vencer os dois primeiros sets. Foi derrotado em sets diretos nas semifinais da Austrália pelo eventual campeão Novak Djokovic.
No US Open, perdeu nas semifinais para Novak em cinco sets. Federer desperdiçou dois match points em seu próprio saque antes de perder e depois de vencer os dois primeiros sets pela segunda vez consecutiva no ano. Além disso, essa perda significou que foi a primeira vez desde 2002 em que não ganhou nenhum dos quatro torneios do Grand Slam.
Acabaria o ano vencendo o Swiss Indoors, o ATP de Paris e o ATP Finals, formando uma sequência de dezesseis vitórias e terminando a temporada classificado como nº 3. Somando os resultados de 2011 e toda sua carreira até então, era considerado por muitos como um dos melhores tenistas da história. Para completar, em setembro de 2011, foi reconhecido ao lado de Nelson Mandela como uma das pessoas mais respeitadas e confiáveis do mundo em uma votação na África do Sul.

### 2012: Recorde de semanas como líder do ranking ATP

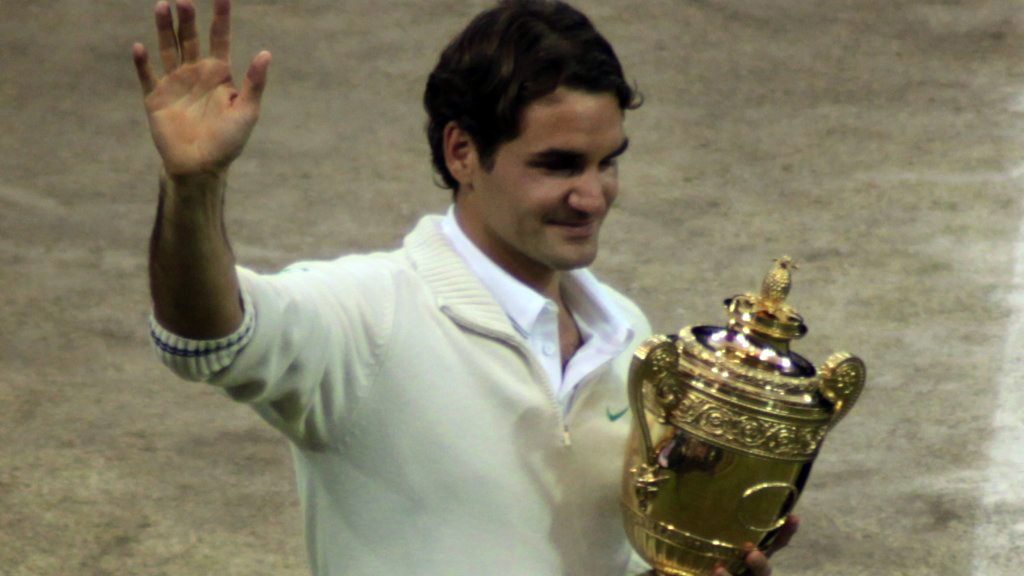
Federer com o troféu de Wimbledon em 2012

A temporada de 2012 foi onde teve sua maior porcentagem de vitórias e número de títulos adquiridos desde 2007. Venceu o ATP de Roterdã pela primeira vez desde 2005, derrotando Juan Martín del Potro. Jogou no Dubai Tennis Championships, onde derrotou Andy Murray e conquistou o campeonato pela quinta vez.
Ele então foi para o ATP de Indian Wells, onde derrotou Rafael Nadal nas semifinais e John Isner na final. Adquiriu o título pela quarta vez na carreira e, ao fazê-lo, igualou o recorde de Nadal de dezenove títulos ATP Masters 1000. Competiu no ATP de Madri na nova superfície de argila azul, onde derrotou Tomáš Berdych na final, recuperando assim o segundo lugar do ranking.

Com sua vitória na primeira rodada de Roland-Garros, tornou-se o primeiro homem da História a vencer ao menos cinquenta partidas em cada um dos quatro torneios do Grand Slam, e ainda igualou o recorde de Jimmy Connors do total de partidas vencidas em campeonatos do Grand Slam, com 233 vitórias. O americano obteve sua 233.a vitória num Grand Slam aos quarenta anos. O suíço conseguiu igualar este recorde com trinta. Na segunda rodada, ao vencer o romeno Adrian Ungur, passou a deter sozinho o recorde de 234 partidas vencidas em torneios do Grand Slam.

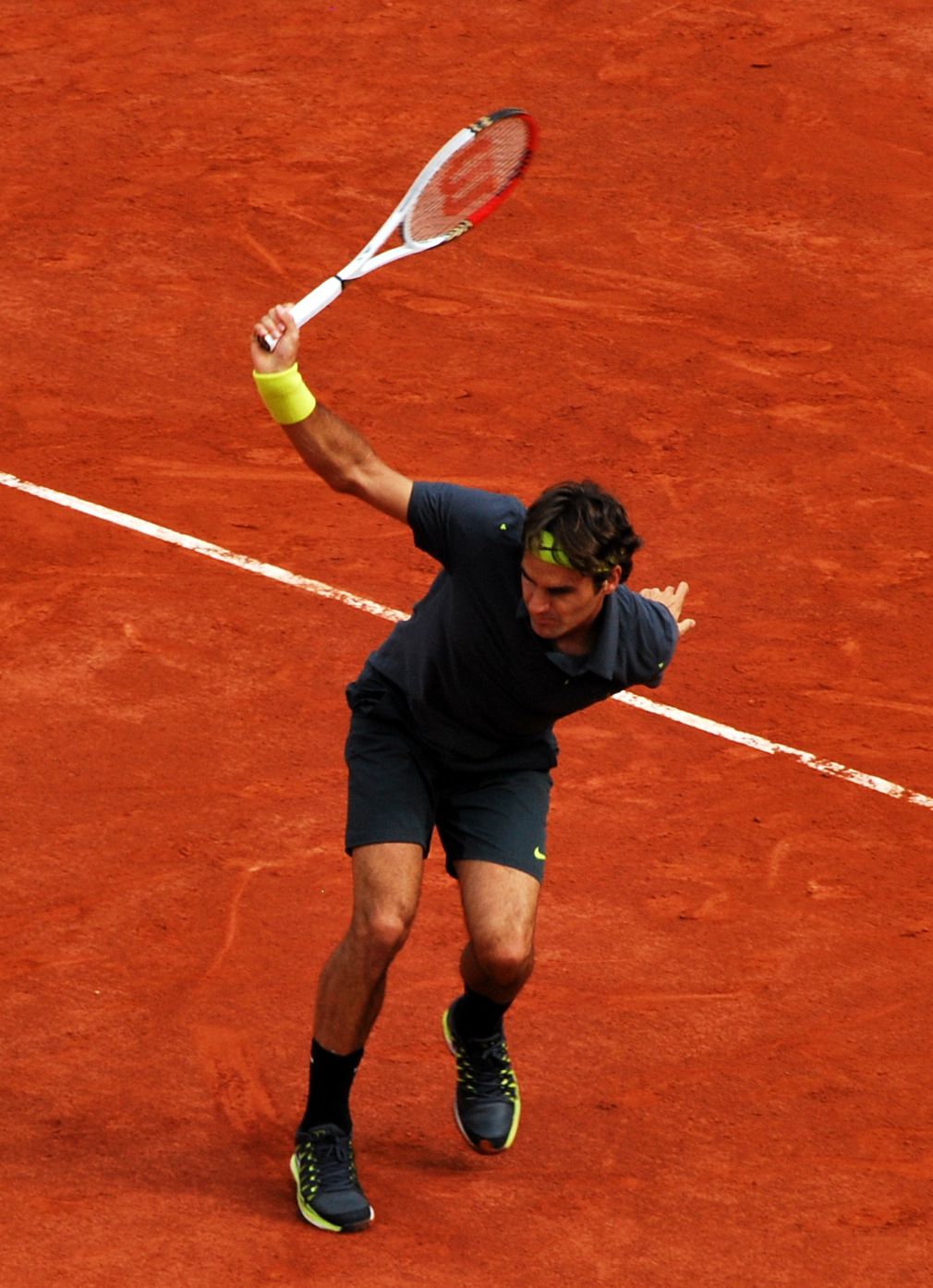
Federer em Roland Garros 2012

Em 8 de julho de 2012, venceu Andy Murray em Wimbledon. Com esta vitória, igualou o recorde de Pete Sampras de maior número de conquistas deste torneio: sete para ambos. Com isto, voltou a ocupar a primeira posição no ranking de melhores tenistas da atualidade pela ATP.
Ao vencer em Wimbledon pela sétima vez, eliminando o então número um mundial Novak Djokovic na semifinal, voltou a alcançar a liderança do ranking da Associação dos Tenistas Profissionais, posição que manteve durante dezessete semanas. Este feito permitiu-lhe igualar e, consequentemente, quebrar o recorde de Pete Sampras, somando um total de 302 semanas no topo da classificação mundial. Após cinco anos e três meses longe do topo do ranking, voltou a ser o No. 1 do mundo em fevereiro de 2018. Jamais um tenista na história tinha conseguido recuperar o topo após tanto tempo. Outro recorde é o intervalo entre a primeira vez que foi número um, em fevereiro de 2004, e a última, no mesmo mês, em 2018, totalizando catorze anos e dezessete dias. O "melhor de todos os tempos" ainda se tornou o jogador mais velho a ocupar o posto (masculino ou feminino), aos 36 anos e 170 dias de vida, superando o americano Andre Agassi, com 33 e 131 respectivamente, e Serena Williams, que ocupou o topo do ranking pela última vez aos 35 anos.
Após perder a final do Tênis nos Jogos Olímpicos de Verão de 2012, converteu-se no primeiro atleta da história a ser derrotado nas decisões dos quatro torneios de Slam e dos Jogos Olímpicos. Ao vencer o Masters de Cincinnati pela quinta vez, acabaria por igualar o recorde de Rafael Nadal em títulos vencidos nos ATP Masters 1000, com um total de 21.

### 2013: Ano de lesões e alguns fracassos
O jogador apresentou lesões nas costas em março e julho e seu ranking caiu do segundo para o sexto lugar. Esta temporada foi a primeira desde 1999, na qual não conseguiu chegar a uma final nos primeiros quatro meses do ano.
O primeiro e único título do suíço em 2013 aconteceu no ATP de Halle (derrotando Mikhail Youzhny), onde ele também jogou duplas com Tommy Haas. Com a vitória em Halle, empatou com John McEnroe para o terceiro maior número de títulos de ATP ganhos por um jogador masculino na Era Aberta. No entanto, foi derrotado por Sergiy Stakhovsky na segunda rodada de Wimbledon. Essa derrota acabou com a série recorde de 36 vitórias consecutivas nas quartas de final em torneios do Grand Slam e significou que ele deixaria o Top 4 pela primeira vez desde julho de 2003.
Durante o verão, experimentou várias raquetes diferentes e jogou o ATP da Alemanha com uma Wilson de 98 polegadas, em vez de sua raquete BLX com a menor área de 90 polegadas. Retornou à sua raquete regular para a segunda metade da temporada. Depois de Wimbledon, suportou uma lesão nas costas durante os campeonatos em Hamburgo e Gstaad. Em outubro, anunciou que estava separando-se de Paul Annacone, seu treinador nos últimos três anos. Na final em Basileia, foi derrotado por Juan Martín del Potro em três sets, e indicou que foi um erro ter jogado em certas competições enquanto sofria de uma lesão nas costas. Em 27 de dezembro de 2013, anunciou que Stefan Edberg estava entrando na sua equipe como co-treinador com Severin Lüthi.

### 2014: Conquista inédita da Copa Davis

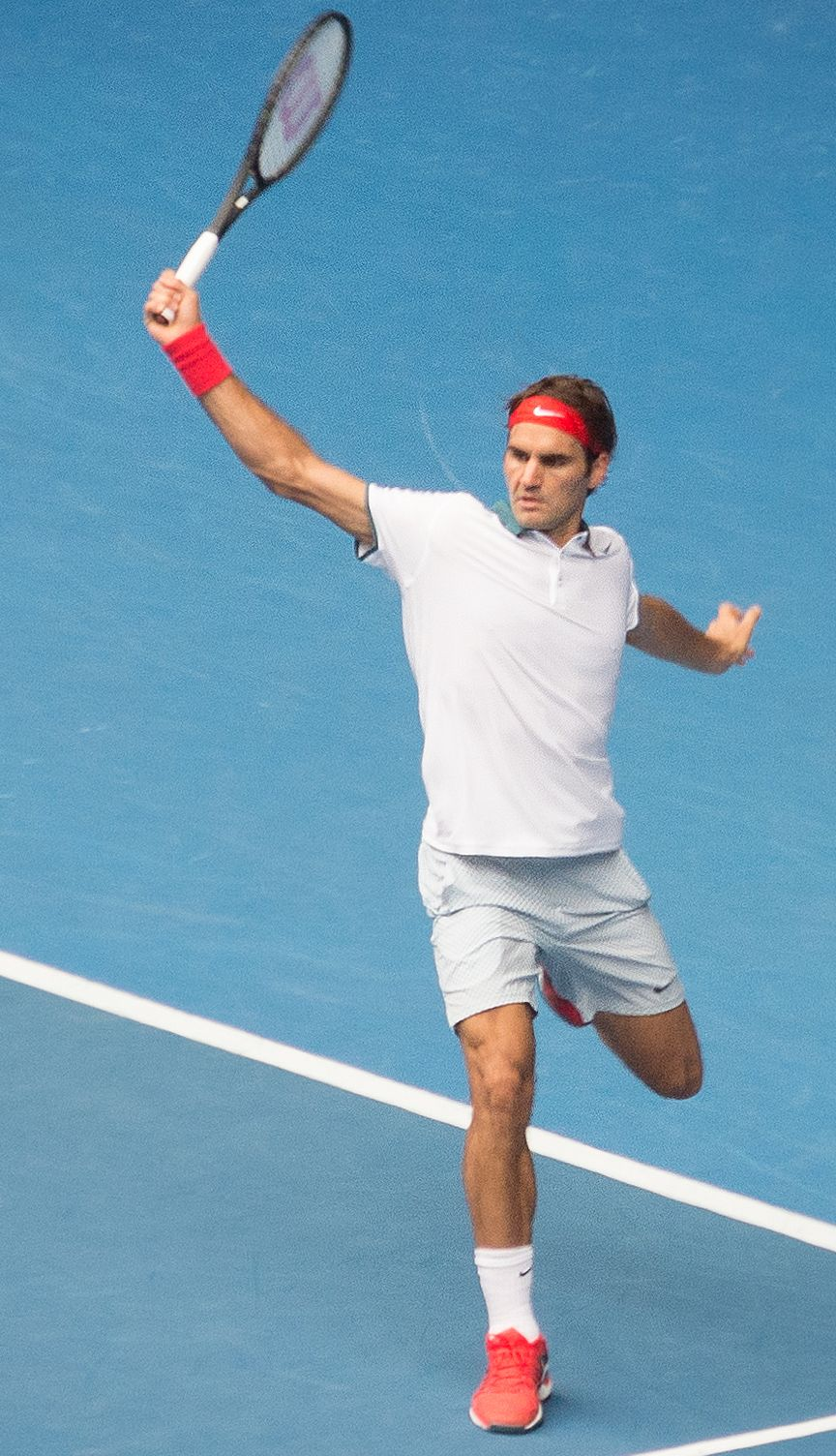
Em 2014, testou uma nova raquete

Iniciou a temporada passando sua raquete de uma Pro Staff 90 para uma Wilson Pro Staff RF97. Venceu seu primeiro campeonato com a nova raquete no Dubai Tennis Championships, onde derrotou Novak Djokovic nas semifinais e Tomáš Berdych para obter sua sexta coroa em Dubai e seu primeiro título desde Halle em 2013.
No meio da temporada, conseguiu vencer Halle pela sétima vez após vencer dois tie-breaks contra o jogador colombiano Alejandro Falla que já havia dificultado a vida dele no Wimbledon de 2010. Um pouco mais a frente, acabaria por rever David Ferrer na final do ATP 1000 de Cincinnati, vencendo com parciais de 6-3, 1-6 e 6-2. O suíço acabaria levantando seu sexto troféu do torneio americano.
Destaca-se o final de sua temporada onde jogou o Shanghai Masters. Derrotou Novak Djokovic nas semifinais, encerrando a invencibilidade de 28 jogos do sérvio em solo chinês. Jogou com o francês Gilles Simon em sua segunda final em Xangai, derrotando-o em dois sets com tiebreak e conquistando o 23.º Masters 1000 de sua carreira. A vitória fez com que voltasse ao segundo lugar pela primeira vez desde maio de 2013. Em seguida, jogou o Swiss Indoors em outubro, obtendo seu sexto título no torneio e seu 82.º título ATP. Também acabaria por chegar à final do ATP World Tour Final para enfrentar Djokovic novamente, mas se retirou da mesma por causa de uma lesão nas costas proveniente de sua semifinal contra Stan Wawrinka.
Fez parte da equipe suíça campeã da Copa Davis de 2014. Nas semifinais, venceu as partidas individuais contra a Itália em sets diretos e levou a Suíça à final pela primeira vez desde 1992. Na decisão, ele e seus compatriotas venceram os tenistas que representavam a França por 3-1. Desta forma, conquistou o único título que faltava em sua carreira. Somente ele e Agassi adquiriram o título dos quatro Grand Slams, a Copa Davis, a medalha de ouro olímpica e o título das Finais da ATP (antiga Masters Cup).

### 2015: Milésima vitória e os nove milaces
No dia 11 de janeiro de 2015, adquiriu o ATP 250 de Brisbane na Austrália, no seu primeiro campeonato da temporada. O 83.º título da carreira coincidiu com a milésima vitória em partidas pela Associação de Tenistas Profissionais. Além disso, este título lhe renderia um novo recorde na época: o de vencer pelo menos um torneio durante quinze anos consecutivos. Além disso, tornou-se a quarta pessoa desde 1991 a ultrapassar o marco de nove mil aces da carreira na final de Dubai contra Djokovic, onde acabaria por ser campeão pela sétima vez numa vitória em dois sets: 6-3 e 7-5 em uma hora e 24 minutos de jogo. Em um dos últimos torneios da temporada, acabaria por conseguir uma vitória e título no ATP 500 de Basileia sobre Rafael Nadal, a primeira desde Indian Wells 2012 e também quebrando uma sequência de cinco vitórias seguidas do espanhol.
Destacam-se também as vitórias em Halle, no ATP de Istambul e em Cincinnati, onde acabaria por vencê-lo pela sétima vez após derrotar Andy Murray na semifinal e Novas Djokovic na final, fazendo deste o seu torneio de maior sucesso a nível de ATP 1000.

### 2016: Lesões e queda noranking

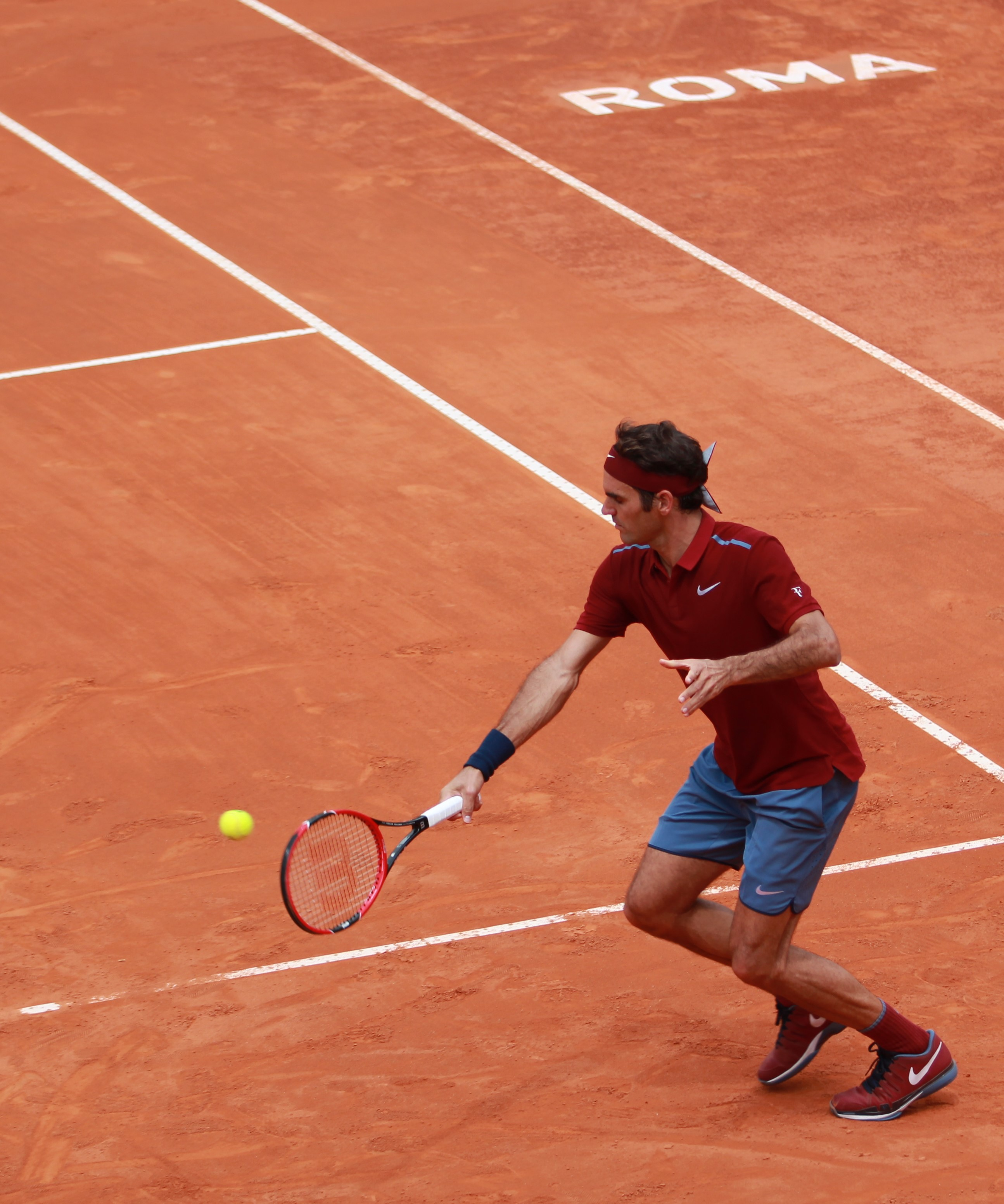
Federer em partida válida pelo ATP 1000 de Roma

Começou sua temporada no Brisbane International como campeão, apesar de ter um vírus quando o torneio começou. No entanto, acabaria por perder para Milos Raonic em dois sets. Ele então participou do Australian Open e se recuperou de sua derrota na terceira rodada por Andreas Seppi em 2015 ao chegar às semifinais, mas perdeu para o eventual campeão Novak Djokovic em quatro sets. No dia seguinte a sua derrota para o sérvio, sofreu uma contusão no joelho e no início de fevereiro foi submetido a uma cirurgia artroscópica para reparar um menisco rasgado no joelho perdendo os campeonatos de Roterdã, Dubai e Indian Wells em fevereiro e março. Estava programado para retornar à ação em Miami. Porém, devido a um vírus estomacal, teve que se retirar por mais tempo.
Fez seu retorno no Masters de Monte-Carlo, perdendo nas quartas de final para Jo-Wilfried Tsonga em três sets. Em Madrid, sofreu uma lesão nas costas durante a prática e retirou-se pouco depois de chegar. Participou do Internazionali BNL d'Italia, onde perdeu na terceira rodada para Dominic Thiem. Sua retirada de Roland Garros quebrou uma série recorde de 65 participações consecutivas na principal atração dos torneios do Grand Slam.
Ainda sofrendo de dores recorrentes no joelho durante a temporada de grama, perdeu nas semifinais de Stuttgart e Halle. Em 6 de julho, voltou de dois sets para derrotar Marin Čilić em cinco nas quartas de final de Wimbledon, igualando os recordes de todos os tempos de Jimmy Connors de onze semifinais de Wimbledon e 84 vitórias. Dois dias depois, teve sua primeira derrota em uma semifinal de Wimbledon, em um jogo de cinco sets contra Raonic, re-machucando seu joelho no quinto.
Em 26 de julho, anunciou que perderia as Olimpíadas de 2016 e o restante da temporada para se recuperar totalmente de sua lesão no joelho. A retirada não apenas implicou que 2016 fosse sua primeira temporada desde 2000 sem um título, mas também significou que ele teria que abandonar os dez primeiros lugares do ranking pela primeira vez em quatorze anos. Isso, combinado com o fato de não ter ganho nenhum Grand Slam durante quatro, levou muitos analistas a acreditarem que sua carreira estava chegando ao fim.

### 2017: Reencontro as grandes conquistas

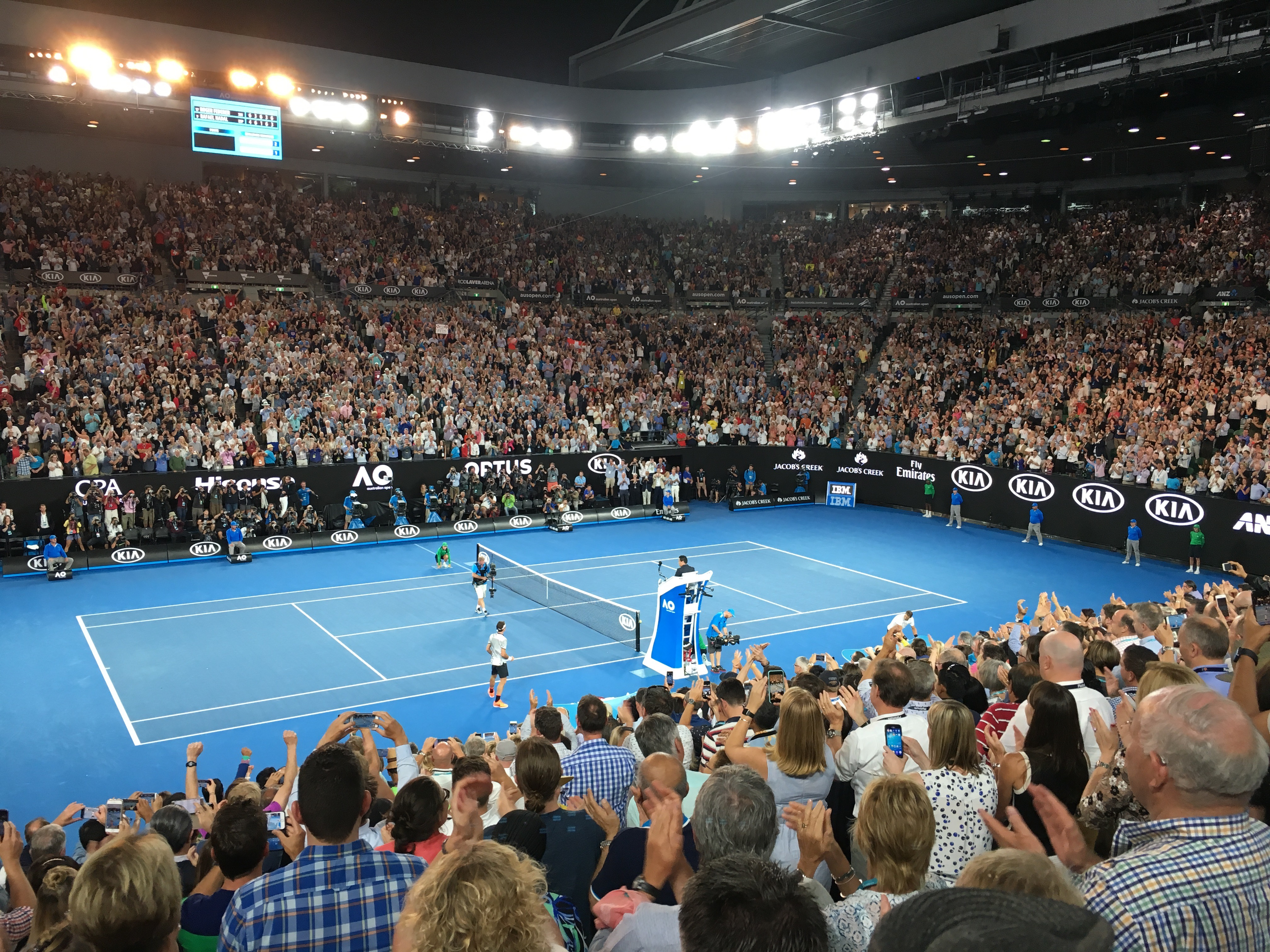
Final do Australian Open de 2017 entre Federer e Nadal

Com o quinto título em Melbourne, tornou-se o único tenista da história a vencer pelo menos cinco títulos em três Grand Slams diferentes. Além disso, é também o único tenista da história que possui dois pentacampeonatos consecutivos em dois Grand Slams: Wimbledon 2003 a 2007 e dos EUA de 2004 a 2008. Após vencer a final do Australian Open contra o espanhol Rafael Nadal e vencer seu 18.º Slam, completou 365 partidas e 314 vitórias em nível Grand Slam, os maiores números da Era Aberta. Com a vitória na final do Masters de Miami, chegou a 1099 vitórias em 1345 partidas como profissional em simples, sendo nesse quesito superado apenas por Jimmy Connors (1256 vitórias em 1535 partidas).
Em março, obteve seu 25.º Masters 1000 em Indian Wells, com uma vitória sobre Nadal na quarta rodada e derrotando Wawrinka na final. Este também foi o seu 90.º título de carreira do suíço, o que fez este subir para o sexto lugar no ranking da ATP. Logo em seguida, venceria seu 26.º Master 1000 derrotando Nadal na final do ATP de Miami em dois sets e subindo para a quarta colocação do ranking mundial. Isso marcou a terceira vez que Federer venceu em Indian Wells e Miami em um mesmo ano, coloquialmente chamado de "Sunshine Double" (2005, 2006 e 2017).
No dia 20 de junho de 2017 alcançou sua vitória de número 1 100 com os placares de 6-3 e 6-1 contra o japonês Yuichi Sugita no ATP 500 de Halle, Alemanha. Acabaria por ser campeão do torneio pela nona vez, com uma vitória contra o jovem alemão Alexander Zverev com parciais de 6-1 e 6-3 em 53 minutos de jogo. Pela segunda vez na carreira, venceu um Grand Slam sem perder qualquer set. Ocorreu em Wimbledon, contra o croata Marin Čilić por 6-3, 6-1 e 6-4. Neste mesmo torneio, tornaria-se o terceiro jogador da história a alcançar os dez mil aces na carreira.
No ATP de Xangai, adquiriu seu terceiro Masters 1000 na temporada, derrotando o então número um Rafael Nadal. Esta foi a quinta vitória consecutiva sobre o espanhol em sua rivalidade e seu 94.º título na carreira, empatando com o segundo colocado Ivan Lendl. Durante a temporada de indoor, derrotou Juan Martin Del Potro no torneio de sua cidade natal, o Swiss Indoors, obtendo um recorde de oito títulos neste e seu 95.º título. Com isso, acabou por superar Ivan Lendl em número de títulos na carreira. Classificou-se para as finais da ATP de 2017, mas foi derrotado por David Goffin nas semifinais em três sets.
Essa temporada foi descrita pelo próprio suíço como um "conto de fadas", sendo um de seus anos preferidos na ATP. Venceu dois Grand Slams, venceu Nadal quatro vezes sem perder nenhuma, conquistou sete títulos em oito finais e 52 vitórias em 57 jogos. Somada as aquisições de 2017 com o restante de sua carreira, acabaria por ser aclamado como uma lenda viva em seu próprio tempo por diversos analistas e críticos do esporte.

### 2018: 20.º Grand Slam e número um mais velho da história
Nesta temporada conseguiu alcançar novos recordes além de ampliar alguns já existentes. Começou ganhando a Copa Hopman em parceria com Belinda Bencic. Este foi o seu segundo título nessa competição, tendo vencido anteriormente em 2001 com Martina Hingis. No Australian Open, chegou à final sem perder nenhum set, e defendeu seu título vencendo Marin Čilić em cinco sets. Este foi o seu sexto título nesse campeonato, igualando o então recorde de Roy Emerson e Novak Djokovic, que foi superado por este último em 2019. Também se tornou o primeiro homem a ganhar vinte torneios do Grand Slam. Tais conquistas reforçaram os elogios da imprensa de que o suíço seria de fato o maior atleta da história.
Ao vencer Robin Haase nas quartas de final do ATP de Roterdão em 16 de fevereiro de 2018, Roger Federer tornou-se o número um mais velho da história do tênis na era aberta, com 36 anos e meio, quebrando o recorde anterior de Andre Agassi (33). Com esse título, também acabaria por alcançar o recorde absoluto de vitórias em ATP 500.
Ainda alcançaria a marca de 1400 jogos na carreira. Ele nunca abandonou uma partida em sua vida inteira no tênis. No dia 17 de junho de 2018, ganhou o ATP 250 de Stuttgart, e voltou ao ranking de número um do mundo, alcançando tanto seu título de número noventa e oito quanto a sua 310.ª semana como número um mundial. Apesar de seus resultados no segundo semestre não terem sido tão bons como no primeiro semestre, acabaria por vencer por uma nona vez o torneio de Basel já no fim do ano.
No fim da temporada, ainda jogaria contra Novak Djokovic no ATP 1000 de Paris. Num jogo que foi considerado um dos melhores jogos do ano pela ATP, acabaria por perder em três sets com dois tiebreaks em três horas e dois minutos. Após essa derrota, ainda jogaria o ATP Finals, onde perdeu na semifinal para o alemão Alexander Zverev, que acabaria campeão.

### 2019-2022: 100.º título ATP e 1 200.ª vitória e fim de carreira.
Abriu sua campanha defendendo seu título na Hopman Cup ao lado de Belinda Bencic, convertendo-se no primeiro jogador a vencer o evento por três vezes. Após a derrota no Australian Open para o novato grego Stefanos Tsisipas no início do ano, foi campeão do ATP de Dubai, derrotando na final o mesmo jovem que o havia vencido na Austrália, tornando-se então no segundo homem na história a vencer cem campeonatos ATP, atrás apenas de Jimmy Connors, que é dono de 109 títulos. Esse título também lhe permitiu bater o recorde do americano de maior tempo entre o primeiro e o último título da carreira (18 anos). Em 31 de março, derrotou John Isner na final do Miami ATP de Miami, adquirindo seu quarto título no torneio e o 28.º Masters 1000 na carreira.
No dia 9 de maio, venceu sua partida de número 1200 na carreira, contra Gaël Monfils, após salvar dois match-points num jogo do ATP 1000 de Madri. Com o placar de 6-0, 4-6 e 7-6 alcançou o seu 93.º 6-0 na carreira. Em Roland-Garros no dia 31 de maio, tornou-se o primeiro jogador na história a possuir quatrocentos jogos em torneios de nível Grand Slam. Venceu Casper Ruud em três sets com parciais de 6-3, 6-1 e 7-6 em duas horas e onze minutos de jogo. Após chegar às quartas de final de Roland-Garros, passou a ser o jogador mais velho a chegar tão longe num Grand Slam desde 1991. Acabaria por se despedir do torneio após derrota para Rafael Nadal, num jogo em que "o vento foi protagonista em diversos momentos".
Após encontrar e vencer pela primeira vez o francês Pierre-Hugues Herbert por duplo 6-3 em cerca de uma hora de jogo, chegou a final do ATP 500 de Halle, onde conquistou seu décimo título no mesmo torneio após vitória contra o belga David Goffin tornando-se o segundo homem a conseguir tal marco. Chegou a Wimbledon como um dos favoritos e após vencer Lucas Pouille alcançou sua vitória de número 350 em Grand Slams. Já nas oitavas de final do campeonato londrino, encontrou pela primeira vez o italiano Matteo Berrettini. O primeiro set levou menos de vinte minutos e em pouco tempo, o suíço venceria a partida que lhe permitiria igualar o recorde de 185 vitórias em grama de Jimmy Connors. No dia 10 de julho, após vencer o japonês Kei Nishikori nas quartas de final de Wimbledon, converteria-se no primeiro homem a conquistar cem vitórias em apenas um Grand Slam e ainda quebraria o recorde de mais vitórias na grama sendo, portanto, o maior vencedor da história desta superfície. Na semifinal, reencontrou Rafael Nadal, assim como fez em Roland Garros, mas dessa vez o derrotou. Venceu por 7-6, 1-6, 6-3 e 6-4, sendo esta responsável pela sua 31.ª final em Grand Slams, doze em Wimbledon, e a 101.ª vitória. Na final, enfrentou o campeão da temporada anterior e número um, Novak Djokovic, pela 4.ª vez em Wimbledon; sendo essa a 3.ª final entre eles na competição. O sérvio havia vencido as finais de 2014 e 2015, em respectivos cinco e quatro sets. O suíço buscava, por sua vez, o 21.° título de um Major. Durando quase cinco horas, tornou-se a final de Wimbledon mais longa da história, e, após salvar dois match-points a favor de Federer, Djokovic ganhou a partida de cinco sets: 7-6, 1-6, 7-6, 4-6 e 13-12, sendo essa a 1.ª final de Wimbledon a possuir um tie-break no 5.° set.
Ainda venceria neste mesmo ano, o décimo torneio de Basileia em sua carreira, sua cidade natal. Após lesão no joelho e algumas tentativas frustradas de retorno entre 2020 e 2022,

### Aposentadoria
Em 15 de setembro de 2022, Federer anunciou sua aposentadoria iminente, observando que a Laver Cup, em Londres, seria seu torneio final.

## Torneios entre nações

### Copa Davis

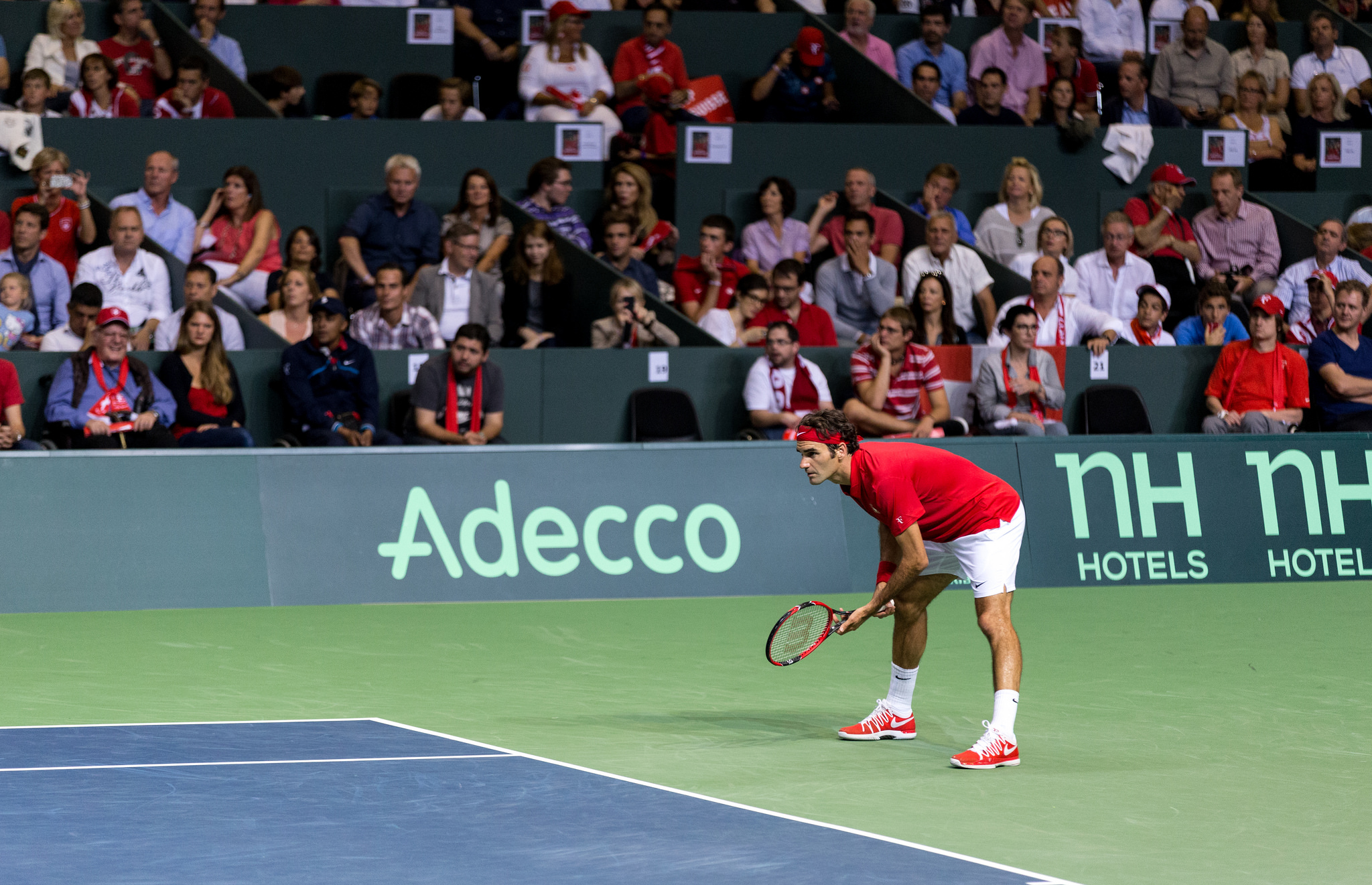
Federer se prepara para devolver um serviço na Copa Davis

Fez sua estreia na Copa Davis pela Suíça na primeira rodada do Grupo Mundial contra a Itália, em 1999, aos 17 anos de idade. Em sua primeira partida, derrotou Davide Sanguinetti em quatro sets e registrou uma segunda vitória dois meses depois, quando a Suíça foi para as quartas de final do Grupo Mundial. Nas quartas de final, perdeu para o belga Christophe Van Garsse em cinco sets. A equipe foi derrotada por 3-2. Um ano depois, competiu pela primeira vez em um jogo de duplas da Copa Davis, jogando ao lado de Lorenzo Manta para derrotar os australianos Wayne Arthurs e Sandon Stolle em quatro sets. Perdeu as duas partidas de singulares para Mark Philippoussis e Lleyton Hewitt. Retornou para os playoffs em julho de 2000 e levou a Suíça a uma vitória de 5-0 sobre a Bielorrússia, registrando vitórias em simples e duplas.
Seu primeiro momento de destaque na Copa Davis veio em 2003, quando o recém-coroado campeão de Wimbledon levou seu país a uma semifinal considerada histórica. Depois de ganhar por 5-0 da Holanda, a equipe suíça viajou para Melbourne para disputar contra os australianos. Mais uma vez, derrotou o vice-campeão de Wimbledon: Mark Philippoussis. Mas a suíça perderia o outro jogo de simples e o de duplas. Em seguida, jogou contra Lleyton Hewitt. Venceu os dois primeiros sets, mas levou uma virada e foi derrotado.
Em 2014, as vitórias sobre Sérvia, Cazaquistão e Itália permitiram que a equipe suíça avançasse para a final. Durante a competição, Federer sofreu uma lesão nas costas, que colocou dúvidas sobre a chance da Suíça de obter o título e, além disso, Gaël Monfils o derrotou no primeiro jogo. No entanto, no dia seguinte, o suíço retornou para ajudar a conquistar a vitória nas duplas. No último dia do confronto, com vantagem para a Suíça por 2-1, houve um jogo de simples entre ele e Richard Gasquet. Após derrotar Gasquet deu o primeiro título da Copa Davis à Suíça, obtendo o único título que faltava em sua carreira. Detém muitos recordes da Copa Davis para a Suíça, incluindo o maior número de vitórias totais; maior número de vitórias em singulares e mais anos jogados.

### Jogos Olímpicos

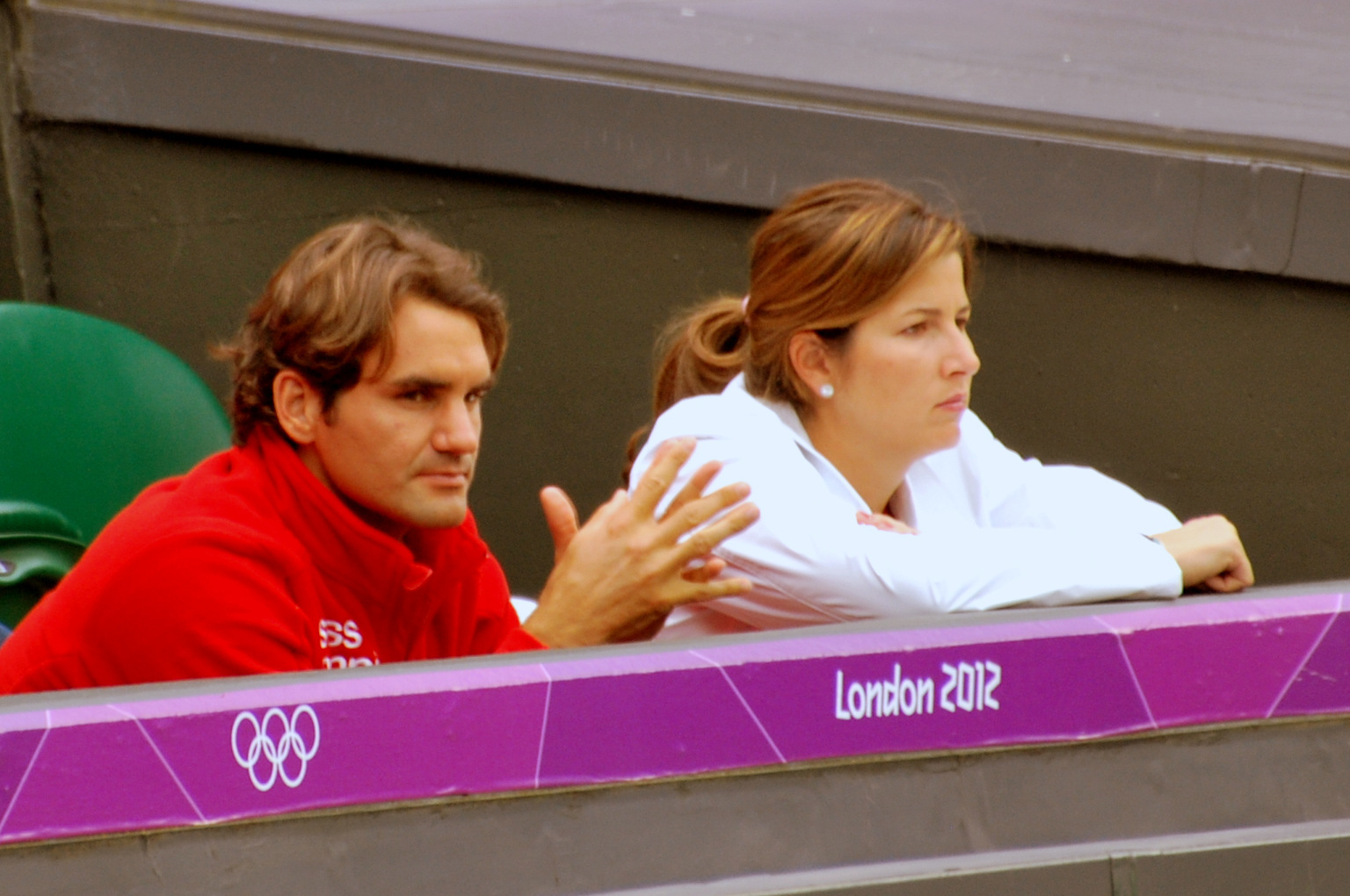
Roger Federer e a esposa Mirka nas olimpíadas de 2012

Aos dezoito anos, fez sua estreia olímpica em Sydney-2000, onde entrou na competição de simples. Foi derrotado por Tommy Haas nas semifinais e Arnaud Di Pasquale na disputa pela medalha de bronze, fazendo com que deixasse Sydney de mãos vazias.
Nos Jogos Olímpicos de Verão de 2004, em Atenas, ele foi o portador da bandeira da Suíça na cerimônia de abertura. Entrou como favorito, por ser o então número um do ranking após ter capturado títulos tanto no Australian Open como no Wimbledon daquele ano. No entanto, perdeu na segunda rodada para Tomáš Berdych. Em duplas, ele e o compatriota Yves Allegro perderam na segunda rodada.
Nos Jogos Olímpicos de 2008, em Pequim, novamente foi o portador da bandeira da Suíça na cerimônia de abertura. E novamente era o favorito, mas perdeu nas quartas de final para James Blake. No entanto, obteve a medalha de ouro em duplas masculinas com o compatriota Stan Wawrinka, derrotando Simon Aspelin e Thomas Johansson, da Suécia.
Em Londres 2012, após perder para Andy Murray na final, acabaria por ganhar sua primeira medalha olímpica em simples. Ele e Wawrinka não foram capazes de defender sua medalha de ouro em duplas, perdendo na segunda rodada para Jonathan Erlich e Andy Ram de Israel.
Acabaria por não competir nas Olimpíadas do Rio (2016) depois de passar o resto da temporada recuperando-se de uma lesão no joelho. Seu último jogo naquele ano seria na semifinal de Wimbledon contra o tenista Raonic.

### Copa Hopman
É recordista da Copa Hopman, vencendo-a três vezes. Venceu pela primeira vez em 2001, quando se juntou a Martina Hingis para vencer os EUA, representados por Monica Seles e Jan-Michael Gambill nas finais. No ano seguinte, jogou ao lado de sua esposa, Mirka, mas foram derrotados ainda na primeira rodada. As duas outras conquistas viriam em 2018 e 2019, ao lado de Belinda Bencic, ambas com vitórias na final contra a Alemanha, representada pelos tenistas Alexander Zverev e Angelique Kerber.

### Laver Cup

Time Europa foi o vencedor na edição de 2017

É um dos idealizadores da Copa Laver, que coloca a Europa contra o resto do mundo. O torneio é nomeado em homenagem a Rod Laver e a edição inaugural foi disputada em 2017.
A Europa venceu a primeira Laver Cup em 2017. O suíço jogou sua primeira partida de simples despachando Sam Querrey em dois sets diretos. Foi neste evento também que ele e Nadal competiram do mesmo lado em um jogo de duplas pela primeira vez. No terceiro dia, competiu na final, onde selou a vitória do Team Europe ao derrotar Nick Kyrgios no tiebreak da final (salvando um match point). Com três vitórias e sete pontos, foi o jogador mais bem sucedido da edição 2017.
A segunda edição foi disputada em 2018. A equipe europeia liderada por Federer conquistou novamente o título depois de derrotar o Team World por 13-8. Venceu seus dois jogos de simples, contra Nick Kyrgios e John Isner, mas perdeu ambos os jogos de duplas. Destacou-se nesta edição, o jogador Jack Sock que conseguiu três vitórias em duplas, contribuindo com seis pontos para a equipe Team World.
Em 2019, na terceira edição da competição, Federer também cumpriu o seu papel, vencendo duas partidas em singulares e uma em duplas. O tenista suíço nunca perdeu um jogo de singulares na Laver Cup.

## Rivalidades

### Rafael Nadal
Jogaram quarenta vezes, com o suíço perdendo por 16-24. Tem um recorde de vitórias em grama 3-1 e quadras duras 11-9, enquanto Nadal tem liderança no saibro por 14-2. Como as participações em torneios são baseadas em classificações, 24 de suas partidas foram em finais, incluindo um recorde de nove de Grand Slam. Os dois jogam entre si desde 2004, e sua rivalidade é uma parte significativa das carreiras de ambos os homens. O último encontro em quadra dura foi no Shanghai Masters 2017 (onde se encontraram pela primeira vez) e Nadal foi derrotado em sets diretos na final.
Eles mantiveram os dois primeiros rankings no ATP Tour de julho de 2005 até 17 de agosto de 2009, quando Nadal caiu para o número 3 (Andy Murray se tornou o novo número 2) e o fizeram novamente em 11 de setembro de 2017. Eles são o único par de homens que já completou seis anos consecutivos no topo. O suíço ficou em primeiro lugar por 237 semanas consecutivas, começando em fevereiro de 2004. Nadal, que é cinco anos mais novo, subiu para o segundo lugar em julho de 2005 e manteve o lugar por 160 semanas consecutivas antes de superar Federer em agosto de 2008.
De 2006 a 2008 eles jogaram em todas as finais de Roland Garros e Wimbledon. Depois disso, jogaram também as finais dos campeonatos: da Austrália em 2009 e 2017; e da França em 2011. Nadal venceu seis das nove finais, perdendo as duas primeiras finais de Wimbledon e a segunda final da Austrália. Quatro dessas finais foram em cinco sets: 2007 e 2008 em Wimbledon e as duas do Australian Open, com a final de Wimbledon em 2008 sendo considerada a melhor partida de todos os tempos por muitos analistas de tênis. Das suas 40 reuniões, 13 chegaram a um set decisivo. Eles também jogaram em doze finais Masters Series, incluindo seu único jogo de cinco horas no Masters de Roma 2006, vencido pelo espanhol no quinto set após ter salvado dois match points.

### Novak Djokovic

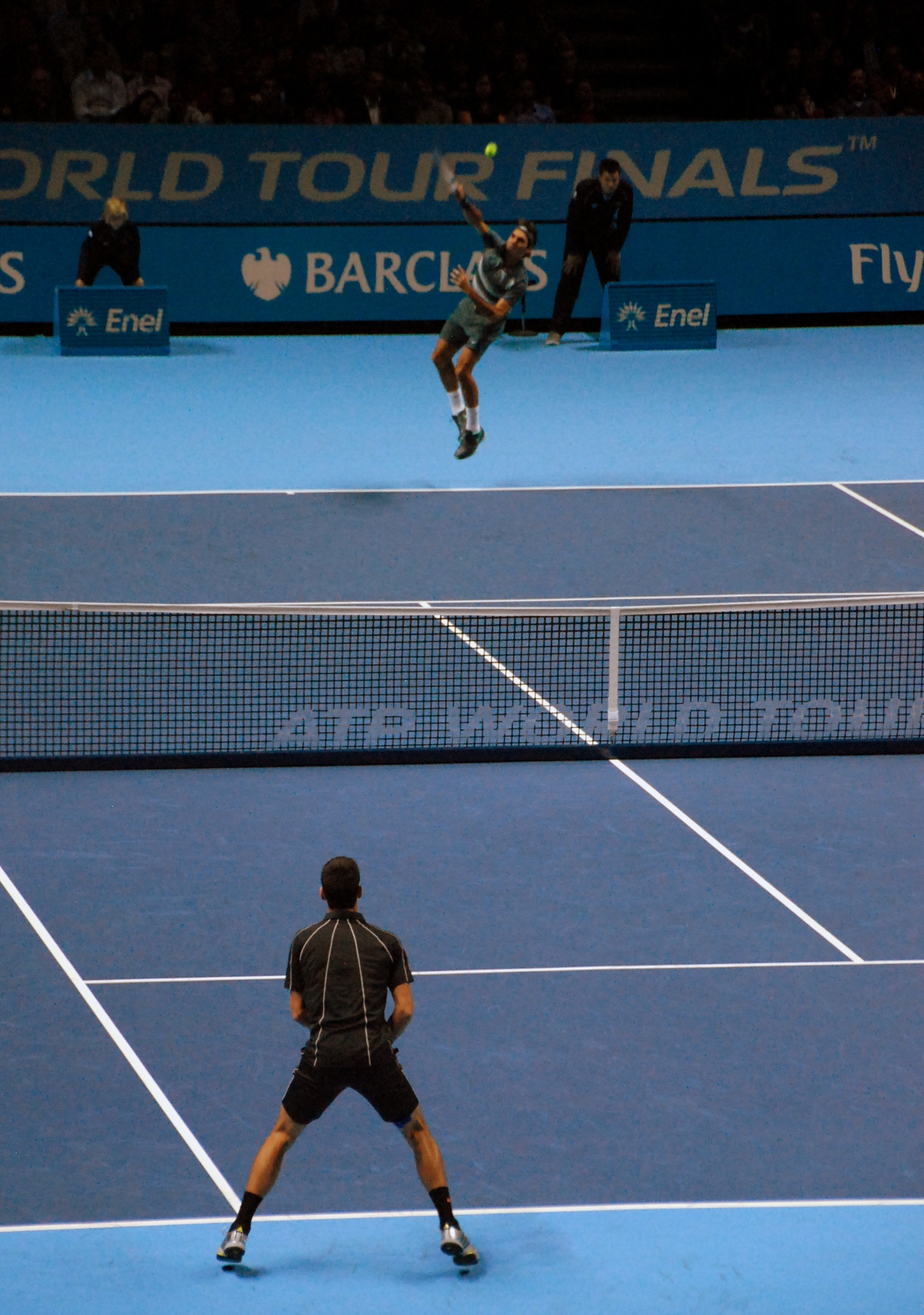
Federer e Djokovic em uma partida da ATP World Tour Finals em 2013

Jogaram 50 vezes, com o suíço perdendo por 23-27. Estão empatados em 4-4 no saibro, enquanto Federer perde por 18-20 em quadras duras e 1-3 em grama. Esta rivalidade possui um recorde de 16 partidas disputadas entre si na história masculina do Grand Slam. Djokovic é o único jogador para além de Nadal a derrotar Federer em torneios consecutivos de Grand Slam (dos EUA em 2010 e 2015; da Austrália em 2011 e 2016; Wimbledon de 2015) e o único jogador para além de Nadal e Murray que conseguiu mais de uma década de vitórias sobre ele. Djokovic é um dos dois jogadores (o outro novamente sendo Nadal) em turnê a ter derrotado o suíço em três sets em um evento Grand Slam mais de uma vez (da Austrália em 2008 e 2011; Roland Garros de 2012). De suas 48 reuniões, 19 chegaram a um set decisivo.
Federer e Djokovic jogaram pela primeira vez em uma final de Grand Slam no US Open de 2007, onde o tricampeão reinante e número um da época, o primeiro, saiu vitorioso. Terminou com o início perfeito do sérvio na temporada 2011 nas semifinais de Garros, mas este conseguiu vingar a derrota no US Open de 2011 em cinco sets, depois de salvar dois match points contra Federer pelo segundo ano consecutivo. Nas semifinais de Wimbledon 2012, ele derrotou o sérvio em quatro sets. Os dois se encontraram novamente durante as finais do Wimbledon de 2014, com Djokovic saindo vitorioso depois de cinco sets. O suíço também terminou com 28 vitórias consecutivas do sérvio na China no ATP de Xangai de 2014. Ele e Djokovic se reencontraram no Wimbledon de 2015 com o sérvio mais uma vez tendo a vitória em quatro sets. O par se encontrou mais uma vez para o final da temporada, o US Open de 2015 e mais uma vez Djokovic prevaleceu em quatro sets. Em 2019, pela terceira vez, os dois protagonizaram a final de Wimbledon. Novamente, o sérvio foi o vencedor em uma partida de cinco sets que durou quatro horas e 57 minutos, com o suíço desperdiçando dois match points enquanto tinha o saque. Pela primeira vez após nova regra, Wimbledon foi decidido no "set tie break". Muitos especialistas incluíram a rivalidade entre estes dois como uma das melhores rivalidades da Era Aberta.

### Andy Murray
Jogaram 25 vezes, com Roger liderando por 14-11. Lidera em 12-10 em quadras duras e em 2-1 na grama. Eles nunca se encontraram no saibro. Os dois se encontraram seis vezes em torneios de Grand Slam, sendo as três primeiras em finais e o suíço venceu todas as três partidas: no Opens dos EUA de 2008 e da Austrália de 2010, vencendo em três sets, e no Wimbledon de 2012 em que Murray ganhou o primeiro, mas perdeu os outros três. No entanto, o britânico venceu seu encontro nas semifinais do Australian Open de 2013, derrotando o suíço pela primeira vez em um Grand Slam em cinco sets. No de 2014, reverteu esse resultado, derrotando Murray em quatro sets nas quartas de final. O encontro mais recente entre os dois em um Major foi nas semifinais do Wimbledon de 2015, triunfado em sets diretos pelo suíço.
Nos Jogos Olímpicos de Verão de 2012, Murray derrotou Federer negando a ele completar um Golden Slam. Murray também lidera em 6-3 nos ATP 1000 e 2-0 em finais do mesmo. Eles também se encontraram cinco vezes no ATP Finals, com Murray vencendo em Xangai em 2008 e Federer em Londres em 2009, 2010, 2012 e 2014. Murray é um dos três únicos jogadores que registraram dez ou mais vitórias sobre o suíço (os outros dois são Rafael Nadal e Novak Djokovic).

### Andy Roddick

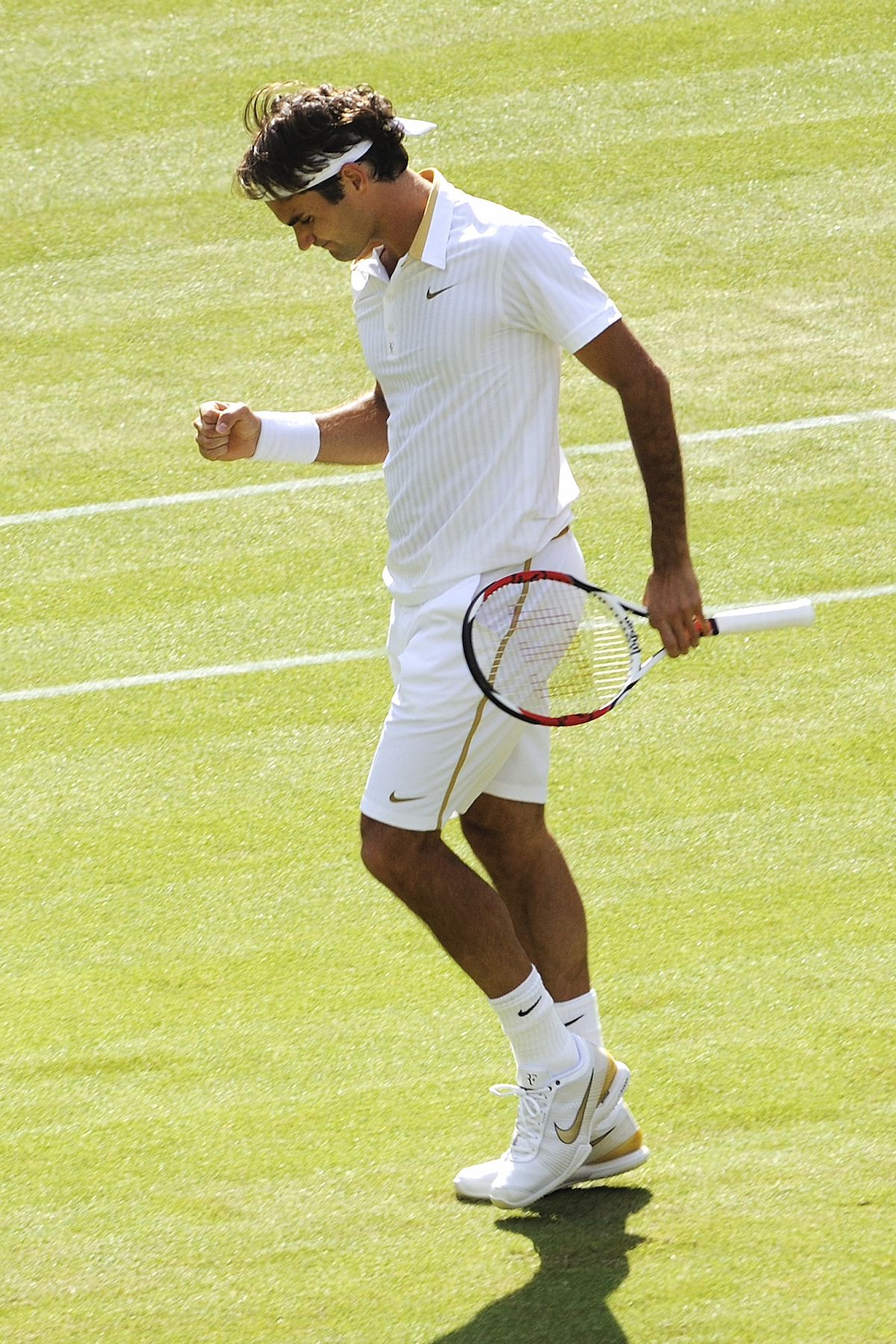
Federer em Wimbledon 2009

Jogaram 24 vezes, com o suíço liderando o confronto com 21 vitórias e 3 derrotas. Roddick perdeu seu primeiro lugar no ranking para Federer depois que o mesmo ganhou seu primeiro Australian Open em 2004. Esta rivalidade inclui quatro finais de Grand Slam, três em Wimbledon e uma no US Open, todas vencidas por Roger.
A final de Wimbledon em 2009 é um marco nesta rivalidade. A partida incluiu um quinto set de trinta games (um recorde em uma final de Grand Slam) e durou mais de quatro horas. No último game do set decisivo, o saque de Roddick foi quebrado pela primeira vez na partida. Com essa vitória, bateu o recorde de 14 títulos de Grand Slam de Pete Sampras, e Roddick se desculpou com Sampras (que estava por lá) por não conseguir detê-lo.

Esta final em Wimbledon 2009 foi um dos jogos mais assistidos da história do tênis com mais de cinco milhões de espectadores ao vivo. Sobre Roddick, Federer afirma que:
"Ele é melhor do que o retrospecto mostra!"
Pode-se dizer que o retrospecto entre os dois é visto como desequilibrado em favor do suíço. Venceu 21 partidas contra 3 do americano, ou seja, sete vezes a mais. Um aproveitamento de 88% no confronto.

### Lleyton Hewitt
Jogaram 27 vezes, com o suíço liderando por 18-9. No início de suas carreiras, Hewitt venceu sete de suas nove primeiras reuniões. Destaca-se uma vitória do australiano na semifinal da Copa Davis de 2003, que permitiu à Austrália derrotar a Suíça. Isso marcou um ponto de virada na rivalidade, já que Federer ganhou 16 das 18 próximas reuniões a partir de 2004. Os dois jogaram pela primeira vez como juniores em 1996. Eles se encontraram na final do US Open de 2004, onde Federer ganharia o seu primeiro título do Major americano em um encontro no qual marcou um "bagel" (6-0) no primeiro e no terceiro set. Ainda jogou com Hewitt em seis competições do Grand Slam, onde acabou por terminar com o troféu em todos eles, incluindo os seus cinco triunfos entre 2004 e 2005. O último encontro ocorreu no Brisbane International de 2014, com vitória do australiano em três sets conquistando seu primeiro troféu desde 2010, quando venceu o campeonato de Halle na Alemanha. Uniram-se em duplas masculinas em Wimbledon em 1999 e perderam na terceira rodada para Jonas Björkman e Pat Rafter.

### David Nalbandian
Jogaram dezenove vezes, com o suíço liderando por 11-8. David Nalbandian foi o maior rival dele no início de sua carreira tendo dominado o confronto desde cedo, tendo vencido os primeiros cinco jogos da rivalidade entre 2002 e 2003. Essa tendência foi revertida na Masters Cup de 2003, onde Federer registrou sua primeira vitória no confronto, chegando a vencer depois onze de suas últimas catorze partidas. O suíço lidera por 6-5 em quadras duras, 1-0 na grama e 3-1 em quadras de saibro, enquanto o argentino lidera por 2-1 no carpete. Encontros incluem a vitória de Nalbandian em um tiebreak de quinto set para vencer a Masters Cup de 2005, e a vitória de Federer nas semifinais do French Open de 2006. Eles se encontraram seis vezes em campeonatos do Grand Slam, com o suíço liderando por 4-2.

### Marat Safin
Jogaram doze vezes, com o suíço liderando por 10-2. Ele e Safin tornaram-se profissionais praticamente na mesma época, com este se tornando profissional em 1997 e o outro em 1998. Lidera por 4-1 em quadras duras, 3-0 em quadra de grama e saibro, enquanto o russo lidera por 1-0 no carpete. Encontros incluem Federer derrotando Safin no Hamburg Masters de 2002 para ganhar o primeiro Masters 1000 de sua carreira, e também, a vitória do suíço nas semifinais do Masters Cup de 2004, depois de vencer o tiebreak por 20-18 em seu oitavo match point. Também derrotou o russo na final do Australian Open de 2004 para obter o segundo Grand Slam da carreira e primeiro nas terras australianas. No entanto, foi derrotado nas semifinais da edição do ano seguinte, depois de ter perdido um match point no tiebreak do quarto set, o que encerraria sua série de 26 vitórias seguidas até então. Eles se encontraram cinco vezes em competições do Grand Slam, com Federer liderando por 4-1.

### Andre Agassi
Jogaram onze vezes, e Federer lidera o confronto direto por 8-3. Eles se encontraram pela primeira vez no ATP de Basileia em 1998. Andre Agassi acabaria por prevalecer no encontro sobre o jovem de dezessete anos de idade. Também o derrotaria no US Open de 2001 e na final do Miami Masters em 2002. A rivalidade começou a ficar favorável ao suíço a partir do Masters Cup de 2003, quando este derrotou o americano tanto no round robin como na final. Eles disputaram uma partida de quartas de final no US Open de 2004, que durou dois dias, com Federer vencendo em cinco sets. No Campeonato do Dubai de 2005, ele e Agassi atraíram as manchetes mundiais com uma publicidade que viu os dois homens jogarem em um heliporto a quase 220 metros acima do nível do mar no hotel Burj al-Arab. A última partida entre ambos ocorreu na final do US Open de 2005. O suíço sairia vitorioso em quatro sets, conquistando o seu sexto Grand Slam e negando o nono título do rival.

### Stan Wawrinka

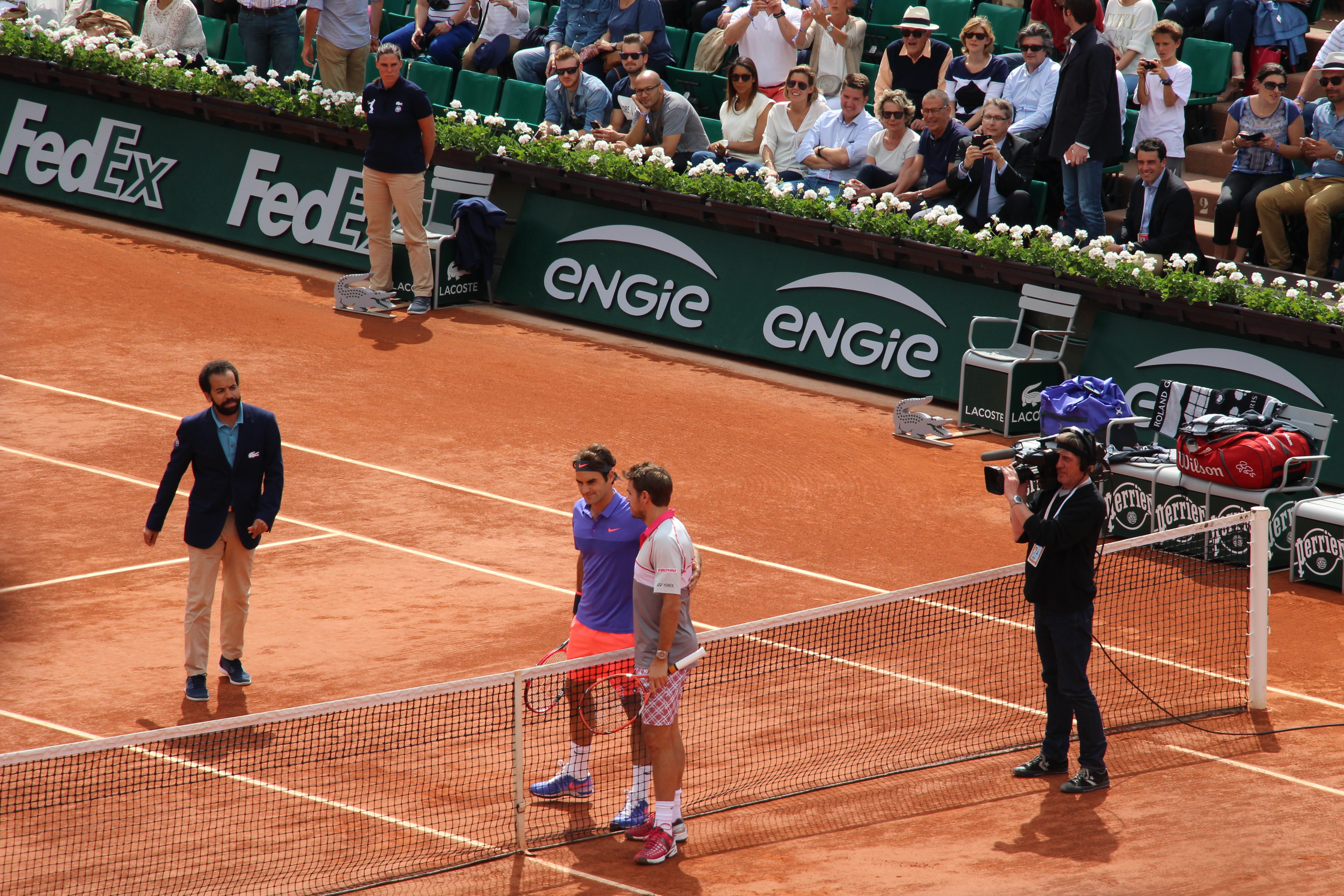
Federer e Wawrinka

Ele e seu conterrâneo Stan Wawrinka jogaram um contra o outro 26 vezes, com Federer liderando por 23-4. Lidera por 7-1 em campeonatos de Grand Slam, 17-0 em quadras duras, 1-0 em grama e 5-3 em quadras de saibro. O par tem um retrospecto de 1-1 nas finais. O primeiro encontro deles numa final aconteceu em 2014 no Monte-Carlo Rolex Masters, onde Wawrinka derrotou Federer em três sets para ganhar seu primeiro Masters 1000, antes deste vingar sua derrota no Indian Wells de 2017, vencendo-o na final. Wawrinka derrotou seu compatriota durante as quartas de final do Roland Garros de 2015, a caminho de adquirir seu primeiro título nesse torneio, embora Federer tenha conquistado uma vitória nas semifinais do US Open de 2015. Outros jogos mais próximos vencidos por Federer incluem o: Shanghai Masters 2012 e o Indian Wells Masters 2013, ambos vencidos em três sets; Wimbledon 2014 em quatro; a semifinal do ATP World Tour 2014 vencida em três depois de salvos quatro match points e a semifinal do Australian Open de 2017 em cinco. Apesar de sua rivalidade na quadra, eles são amigos fora dela, tendo jogado duplas juntos em várias ocasiões, mais notavelmente quando ganharam o ouro nas Olimpíadas de Pequim 2008 e quando ganharam a Copa Davis 2014.

### Juan Martín del Potro

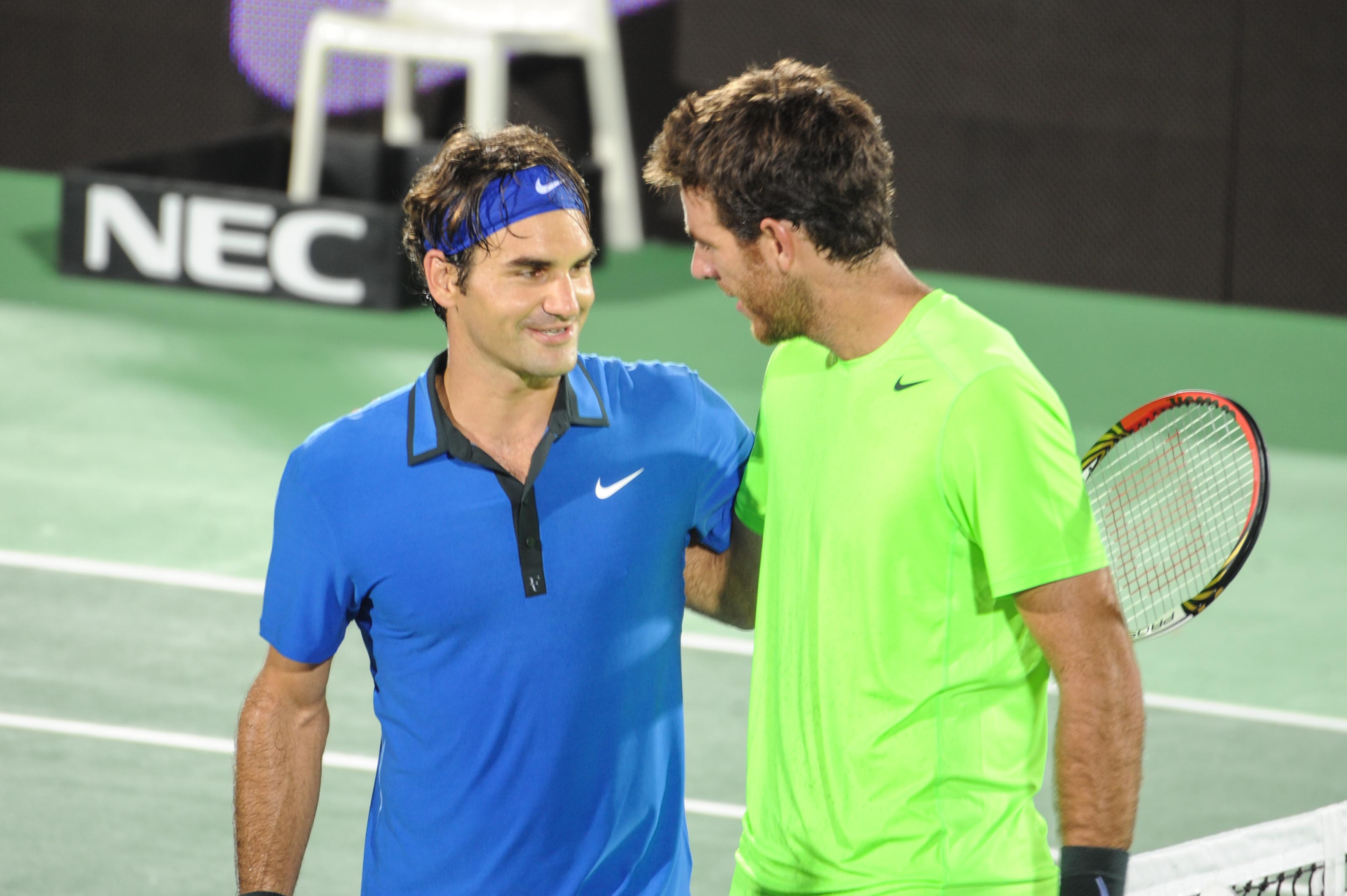
Juntos em exibição na Argentina

Jogaram 25 vezes, com Federer liderando por 18-7. Eles se encontraram sete vezes em torneios do Grand Slam, com o suíço liderando por 5-2. Suas duas mais famosas reuniões do Grand Slam aconteceram em 2009. O primeiro foi nas semifinais de Roland Garros, onde Federer venceu um confronto de cinco sets quando estava a caminho do primeiro título parisiense de sua carreira. A segunda foi na final dos EUA, onde Del Potro venceu o então pentacampeão em cinco sets, terminando a série deste de vinte vitórias nos Grand Slams. Nas semifinais da Olimpíada de Londres 2012, Federer venceu por 19-17 no último set para garantir a medalha de prata olímpica. Eles também se enfrentaram três vezes na final do ATP da Basileia com del Potro prevalecendo nas duas primeiras ocasiões em 2012 e 2013 e Federer campeão na última vez em 2017 num jogo com três sets.
Nas quartas de final do US Open de 2017, em uma revanche da final da edição de 2009, Del Potro novamente venceu em quatro sets. Com esta vitória, foi negada a primeira partida de Federer-Nadal nesse torneio, como em 2009, onde Nadal foi derrotado em sets diretos nas semifinais. Federer, no entanto, derrotou o Del Potro nas semifinais do Masters de Xangai. Na final de 2018 de Indian Wells, Del Potro venceu em três sets, depois de ter enfrentado match points no terceiro. Com esta vitória, o argentino conquistou seu primeiro Masters 1000.

### Tomáš Berdych
Jogaram 26 vezes, com o suíço liderando 20-6. Lidera 12-5 em quadras duras, 3-1 em quadras de grama, 4-0 em quadras de saibro e 1-0 em carpete. Berdych venceu a primeira partida entre ambos, nos Jogos Olímpicos de Verão de 2004. Federer, em seguida, ganhou seus próximos oito encontros, antes de Berdych encerrar a sequência de derrotas em 2010. Entre 2010 e 2013, Berdych ganhou cinco de oito reuniões. Em 2014, o suíço mudou para uma raquete maior para evitar ser dominado por jogadores como Berdych e lidera 9-0 desde então. Eles se encontraram dez vezes em campeonatos do Grand Slam, com Federer liderando por 8-2. Berdych é um dos cinco jogadores, junto com Arnaud Clément, Álex Corretja, David Nalbandian e Jo-Wilfried Tsonga, a derrotarem Federer antes das semifinais de um Major por mais de uma vez. Seus mais notáveis jogos do Grand Slam aconteceram no Australian Open de 2009, quando Federer venceu em cinco sets depois de perder os dois primeiros, e também em Wimbledon de 2010 e US Open de 2012, os quais Berdych venceu em quatro. Este alcançou a única final de Grand Slam de sua carreira após a vitória nas quartas de final de Wimbledon 2010, terminando a série de sete finais consecutivas do suíço em Wimbledon desde 2003.

### Jo-Wilfried Tsonga
Jogaram dezessete vezes, com o suíço liderando por 11-6. Lidera por 5-3 em quadras ao ar livre e em 4-0 em quadras cobertas, enquanto Tsonga lidera por 1-0 na grama. Em quadras de saibro, o encontro encontra-se empatado com duas vitórias para cada tenista. A dupla se enfrentou seis vezes em competições do Grand Slam, incluindo jogos de cinco sets em Wimbledon de 2011 e Australian Open de 2013. Eles também têm uma semifinal na edição de 2010 desse último torneio, com Federer vencendo em três sets. Disputaram a final da ATP World Tour Finals 2011, com o suíço conquistando seu sexto campeonato de fim de ano em três sets. O par também se encontrou em duas finais do ATP World Tour Masters 1000. O primeiro foi no BNP Paribas Masters de 2011, com Federer obtendo seu primeiro título em Bercy, e o segundo na Rogers Cup de 2014, com Tsonga vencendo seu segundo título de Masters 1000.

### Marin Čilić
Jogaram dez vezes, com Roger liderando por 9-1. A única vitória de Čilić foi nas semifinais do US Open de 2014, após o qual obteve o primeiro Grand Slam. O primeiro encontro ocorreu na terceira rodada do Masters 1000 de Paris em 2008, onde Federer venceu em sets diretos. Eles disputaram cinco partidas do Grand Slam, duas em Wimbledon, duas no US Open e uma no da Austrália em 2018; Federer lidera estas partidas por 4-1. Duas delas foram em finais do Grand Slam ambas vencidas pelo suíço: em Wimbledon 2017 em três sets e no Australian Open de 2018 em cinco.

## Conquistas, legado e impacto cultural

### Conquistas
Foi o primeiro homem desde Mats Wilander em 1988 a ganhar três dos quatro campeonatos do Grand Slam de tênis na mesma temporada a partir de 2004, feito que repetiu em 2006 e 2007. Rafael Nadal igualou esse feito ao vencer Roland Garros, Wimbledon e US Open em 2010 e logo depois Novak Djokovic em 2011 e em 2015 ao vencer os Opens da Austrália e dos EUA, além de Wimbledon. Entre 1970 e 2005, nenhum homem conseguiu disputar todas as finais dos quatro torneios do Grand Slam numa mesma temporada: ele realizou tal feito duas temporadas seguidas, em 2006 e 2007, e outra vez na temporada de 2009, totalizando dez finais seguidas disputadas entre 2005 e 2007, das quais venceu oito. Na edição de 2010 do Australian Open, disputou a vigésima-terceira semifinal consecutiva em Grand Slams, e em Wimbledon 2009 o décimo-quinto título de Grand Slam, marcas jamais atingidas por qualquer outro tenista.

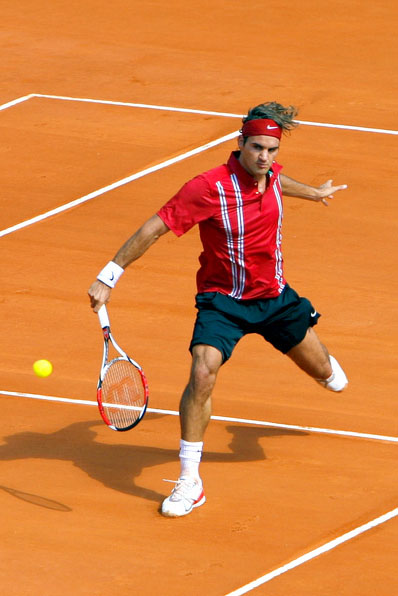
Roger Federer obteve um total de 310 semanas e 237 semanas consecutivas no topo do Ranking da ATP

Também é o primeiro tenista da história a vencer os campeonatos de Wimbledon e dos EUA na mesma temporada por quatro vezes consecutivas (2004-2007), além de ser o único tenista a fazer pelo menos cinco finais em todos as competições de Grand Slam. Ao vencer o Master Series de Madri de 2006 ultrapassou Sampras em número de Master Series conquistados. Em 2007, igualou-se a Borg em número de vezes consecutivas vencendo Wimbledon (cinco). Detém o recorde de 237 semanas consecutivas como número um mundial, entre 2 de fevereiro de 2004 e 17 de agosto de 2008. Ao vencer o US Open em 2008 pela quinta vez consecutiva, tornou-se o primeiro tenista da Era Aberta a realizar tal feito, o primeiro desde Bill Tilden, que venceu o torneio entre 1920 e 1925, e também o primeiro tenista da história a vencer dois Grand Slam cinco vezes seguidas (Wimbledon 2003-2007 e dos EUA 2004-2008). Com a final do Australian Open de 2010, disputou a final de dezoito dos últimos dezenove Grand Slam, a exceção sendo a final de 2008. Ao todo, disputou 31 finais do Grand Slam, vencendo vinte delas, o que o coloca como o maior vencedor de torneios do Grand Slam de todos os tempos.
O seu status deriva dos seus recordes, entre os quais 20 títulos de Grand Slam e um career Grand Slam (vitória nos quatro torneios, recorde compartilhado com Fred Perry 1933-1934-1935, Donald Budge 1937-1938, Rod Laver 1960-1961-1962, Roy Emerson 1961-1963-1964, Andre Agassi 1992-1994-1995-1999, Rafael Nadal 2005-2008-2009-2010 e Novak Djokovic 2008-2011-2016). Tem a marca de 31 finais disputadas e participação em 23 semifinais consecutivas, série iniciada no Torneio de Wimbledon de 2004 e encerrada no French Open de 2010, quando foi eliminado nas quartas de final por Robin Söderling, totalizando seis anos consecutivos de participações em semifinais do Grand Slam. Detém também o recorde de aquisições no ATP Finals, que reúne no final de cada ano, os oito tenistas mais bem classificados no ranking da ATP, com 6 títulos. Em resultado de seus sucessos, conquistou o Prêmio Laureus do Esporte Mundial de atleta masculino do ano por quatro vezes consecutivas (2005-08), e pela quinta vez - um recorde - em 2018.
Venceu o ATP Player of the Year cinco vezes (2004-2007, 2009) e tornou-se cinco vezes campeão mundial da ITF (2004-2007, 2009). Ganhou o Prémio Favorito dos Adeptos do ATPWorldTour.com, um recorde de dezesseis vezes consecutivas (2003-18), e ganhou o Prémio Stefan Edberg de Esportismo (votado pelos jogadores) um recorde de treze vezes (2004-09, 2011-17) sendo ambos indicativos de respeito e popularidade do atleta. Também ganhou o Arthur Ashe Humanitário do Ano duas vezes (2006, 2013) e o Comeback do Ano Laureus do Mundo uma vez, após a gloriosa volta aos títulos em 2017. Também é o único indivíduo a ganhar quatro vezes o BBC Overseas Sports Personality of the Year. É reconhecido pelo "Tennis.com" e pelo "Ultimate Tennis Statistics" como o maior tenista masculino da história.

### Legado e impacto cultural
É um dos fundadores, através da sua empresa de gestão TEAM8, da Copa Laver que é uma competição de tênis de equipe anual que coloca a Europa contra o resto do mundo. Ele cofundou este evento em honra de Rod Laver e a edição inaugural foi disputada em 2017.
Ajudou a liderar um "revival" no tênis conhecido por muitos como a Era de Ouro. Isso levou a um aumento do interesse pelo esporte, que por sua vez, contribuiu para o aumento das receitas dos torneios de tênis em vários locais do mundo. Durante este período, o aumento das receitas levou à explosão do prêmio em dinheiro. Quando ganhou pela primeira vez o Australian Open em 2004, chegou a receber 985 mil dólares australianos. Já em 2018, o prêmio aumentou para quatro milhões de dólares australianos.
Após vencer o Roland Garros de 2009 e completar a carreira do Grand Slam, tornou-se o primeiro tenista individual a estar na capa da Sports Illustrated desde Andre Agassi em 1999. Também foi o primeiro jogador não americano a aparecer na capa da revista desde Stefan Edberg em 1992. Em 2017, voltou a fazer a cobertura da Sports Illustrated após o seu 8.º título em Wimbledon, tornando-se o primeiro tenista masculino a figurar na capa desde 2009.

## Estilo de jogo
Segundo a Revista Tênis, o saque é um de seus maiores pontos fortes. Considerado eficaz tanto no fundo da quadra quanto no voleio, sua aparente facilidade e movimento eficiente na quadra o tornaram num tenista muito popular entre os fãs de tênis. Jimmy Connors descreveu a maneira como ele joga assim:
 "Em uma época de especialistas, você pode ser um especialista em quadras de saibro, um especialista em quadra de grama ou um especialista em quadra dura ... ou você é Roger Federer." 
 É apelidado de rubber-man (homem borracha) por conta da soltura de seus movimentos. Sobre Roger Federer, Paulo Cleto declarou que:
"Mas, acima de tudo, Roger trouxe às quadras uma aliança raríssima de técnica, finesse, exuberância física, talento natural, disciplina, plasticidade e determinação. Todas essas são qualidades que, por vezes, sozinhas são o bastante para construir um campeão. No entanto, juntas, constroem um ídolo, uma unanimidade."

### Força mental
Também é reconhecido, de acordo com o Psycology Today, por ter um comportamento exemplar e pelo seu grande controle emocional dentro da quadra. Em contraste com seu início de carreira, durante a maior parte de seu ciclo profissional, quase sempre foi caracterizado pela falta de explosões ou frustração emocional quando comete erros, o que lhe dá uma vantagem sobre os adversários menos controlados.

Sobre isso, uma vez declarou que:
"Eu não sinto mais tanta ansiedade durante um jogo. Você sabe, jogar raquetes, atirar bolas para fora da quadra, gritar e coisas assim. Eu quase rio por dentro quando vejo um oponente fazendo isso. Mas isso é algo que para mim não é mais um problema."
 Uma das últimas vezes que se demonstrou extremamente frustrado em uma quadra de tênis foi no ATP 1000 de Miami em 2009. Em um jogo contra Novak Djokovic, após rápida vitória no primeiro set por 6-3, começou a cometer uma série de erros que culminaram numa derrota em 6-2 no segundo. No início do terceiro, o jogo continuou a decorrer mal para ele e, quando o placar já estava favorável a Djokovic, cometeu um erro de direita e arremessou a raquete no chão a destruindo em pedaços. Esta foi uma das últimas vezes que o suíço descontrolou-se numa quadra de tênis. Apesar do início da temporada de 2009, o tenista encontraria o rumo no resto desta ao vencer Rafael Nadal no saibro pela segunda vez em Madrid, ao conquistar Roland Garros pela primeira vez e ao derrotar Andy Roddick numa final em Wimbledon com 16-14 no último set tornando-se o tenista com maior número de Grand-Slams na época, com quinze (ultrapassando Pete Sampras que assistiu a final ao vivo). Também voltaria a ser número um do Ranking ATP no mesmo ano.

### Slice

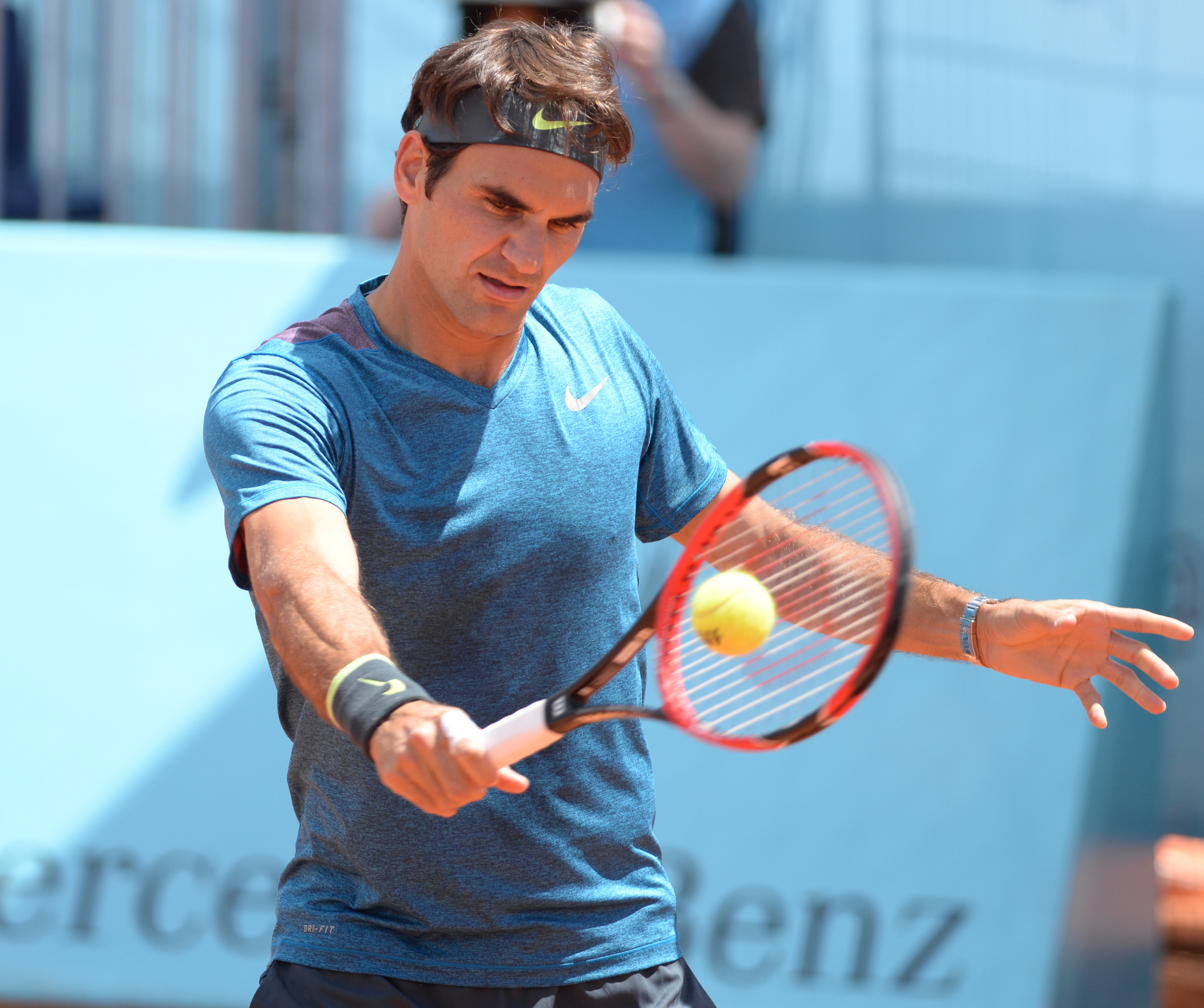
Federer a preparar um slice

Uma das características principais do jogo dele, de acordo com fãs e críticos do esporte, é a sua habilidade em variar ângulos, profundidades, ritmos, velocidades, etc. Consegue isso principalmente por causa de seu slice. Frequentemente utiliza o slice para desestabilizar seus adversários. Com o seu slice, consegue quebrar o ritmo, alcançar diferentes ângulos (curtas, "abaixando a bola", ou fazendo ela correr para o lado se adicionado um pouco de sidespin), preparar winners e esconder jogadas (muitas vezes, finge que vai dar uma curta e joga um slice profundo). O slice do tenista é muito conhecido e é uma das características que o diferencia dos demais.

### Sneak Attack by Roger
Em 2015, "inaugurou" um golpe que ficaria conhecido como SABR ou "Sneak Attack by Roger". Trata-se de uma devolução "surpresa" executada quando o adversário levanta a cabeça para servir. Neste curto período de tempo, avança para a rede. Quando o oponente acaba de servir e volta a olhar para a quadra, Federer já se encontra próximo a rede devolvendo a bola com um Half volley. Apesar das devoluções seguidas de corridas para a rede já existirem há muito tempo, esta jogada recebeu esse nome, pois Roger começou a usa-la de uma maneira muito específica. No SABR, ele não espera a bola subir, e sim a devolve na linha do T e não permite sua subida. A ideia de usar tal tática, surgiu numa brincadeira durante um treino. Após a fazer algumas vezes, decidiu tentá-la em partidas oficiais. Essa jogada é poucas vezes vista ou usada devido ao seu alto risco. Outro jogador que a adotou após o suíço a fazer algumas vezes, foi Nick Kyrgios.

## Raquete e roupa

### Raquete
Joga com a raquete Wilson Pro Staff RF97. Esta possui padrão de corda de 16 por 19, peso de 366 gramas, peso de balanço de grama de 340 gramas, rigidez de 68 RA e equilíbrio de luz de cabeça de nove pontos. Utiliza as cordas Wilson Natural Gut dezesseis na vertical e Luxilon Big Banger ALU Power Rough 16L (poliéster) na horizontal. Como jogador júnior, jogava com a raquete Wilson Pro Staff 6.0 85. Em 2003, mudou para a Pro Staff 90. O tamanho de seu Grip sempre foi de 4 3/8 polegadas (L3). Quando perguntado sobre as tensões entre as cordas, afirmou que:
 "Isso depende de quão quentes são os dias e com que tipo de bola eu jogo e contra quem eu jogo. Então você pode ver... Depende de vários fatores e não apenas da superfície. A sensação que tenho é mais importante."

### Roupa

É patrocinado pela Uniqlo com um acordo que lhe renderá 300 milhões de dólares em dez anos

Assinou pela primeira vez com calçados e roupas da Nike em 1994. Para o Wimbledon de 2006, a Nike projetou uma jaqueta com o brasão de três raquetes de tênis (sendo atualizado no ano seguinte com quatro raquetes) simbolizando as três competições que ele havia vencido então. Em Wimbledon 2008, e novamente em 2009, a Nike continuou esta tendência, fazendo-lhe um cardigã personalizado que também tinha seu próprio logotipo, um R e um F juntos, que originalmente foi projetado por sua esposa Mirka Vavrinec.
O contrato dele com a Nike expirou em março de 2018 e mais tarde resolveu assinar um com a Uniqlo. Foi relatado que esta assinou com ele por cerca de trezentos milhões de dólares em dez anos (trinta milhões de dólares anuais), ao contrário do acordo anterior da Nike, que era de aproximadamente dez milhões de dólares anuais.
Apesar do fim do contrato, Federer permaneceu usando os calçados em competição até 2021, quando substituiu pela empresa suíça On, da qual se tornou acionista. O tenista teve papel decisivo no desenvolvimento do calçado, que foi o primeiro desenvolvido para a modalidade na história da marca.

## Patrocínios
É um dos atletas mais bem pagos do mundo e está listado como número um em publicidade na lista: "Os atletas mais bem pagos do mundo da Forbes". É patrocinado pela empresa de roupas japonesa Uniqlo e pelas empresas suíças Nationale Suisse, Credit Suisse, Rolex, Lindt, Sunrise e Jura Elektroapparate. Em 2010, seu patrocínio com a Mercedes-Benz China foi estendido para um acordo de parceria global. Seus outros patrocinadores incluem Gillette, Wilson, Barilla e Moët & Chandon. Anteriormente, era embaixador da Nike, NetJets, Emmi AG e Maurice Lacroix.